# 青梅市

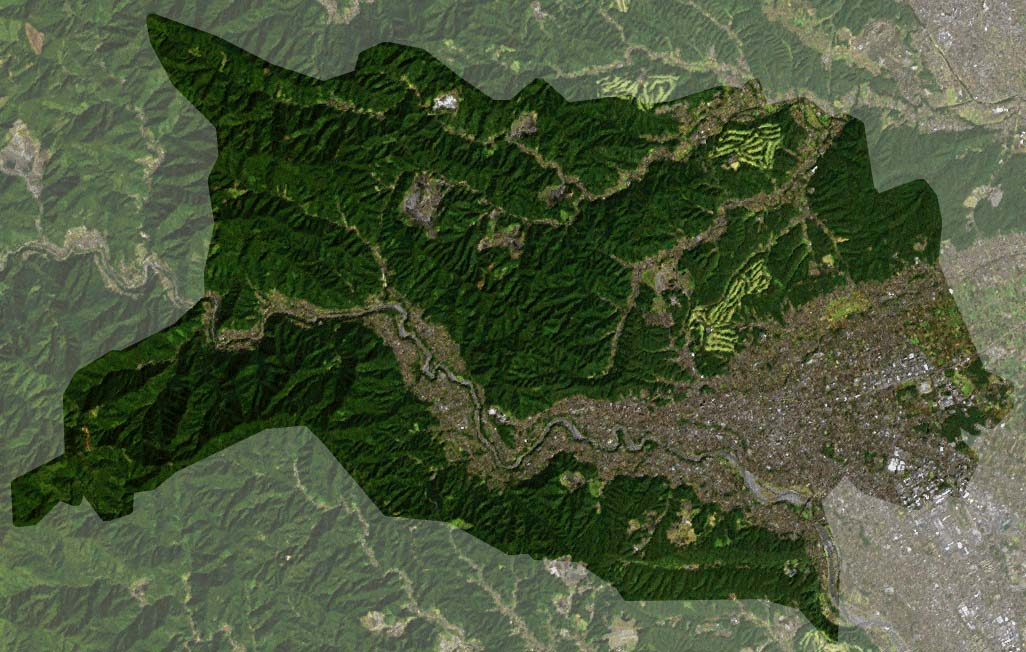
市域衛星写真

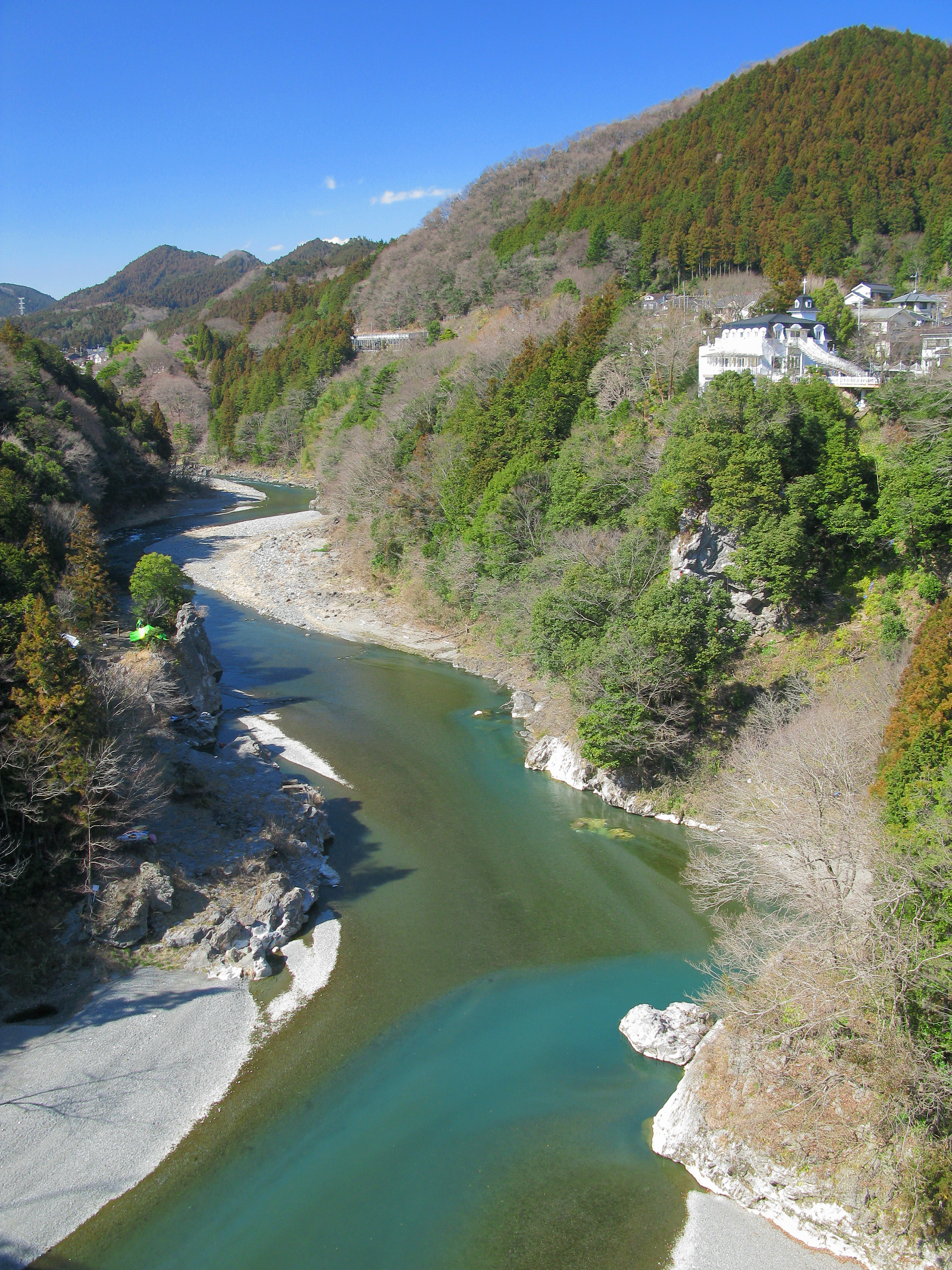
市域を流下する多摩川

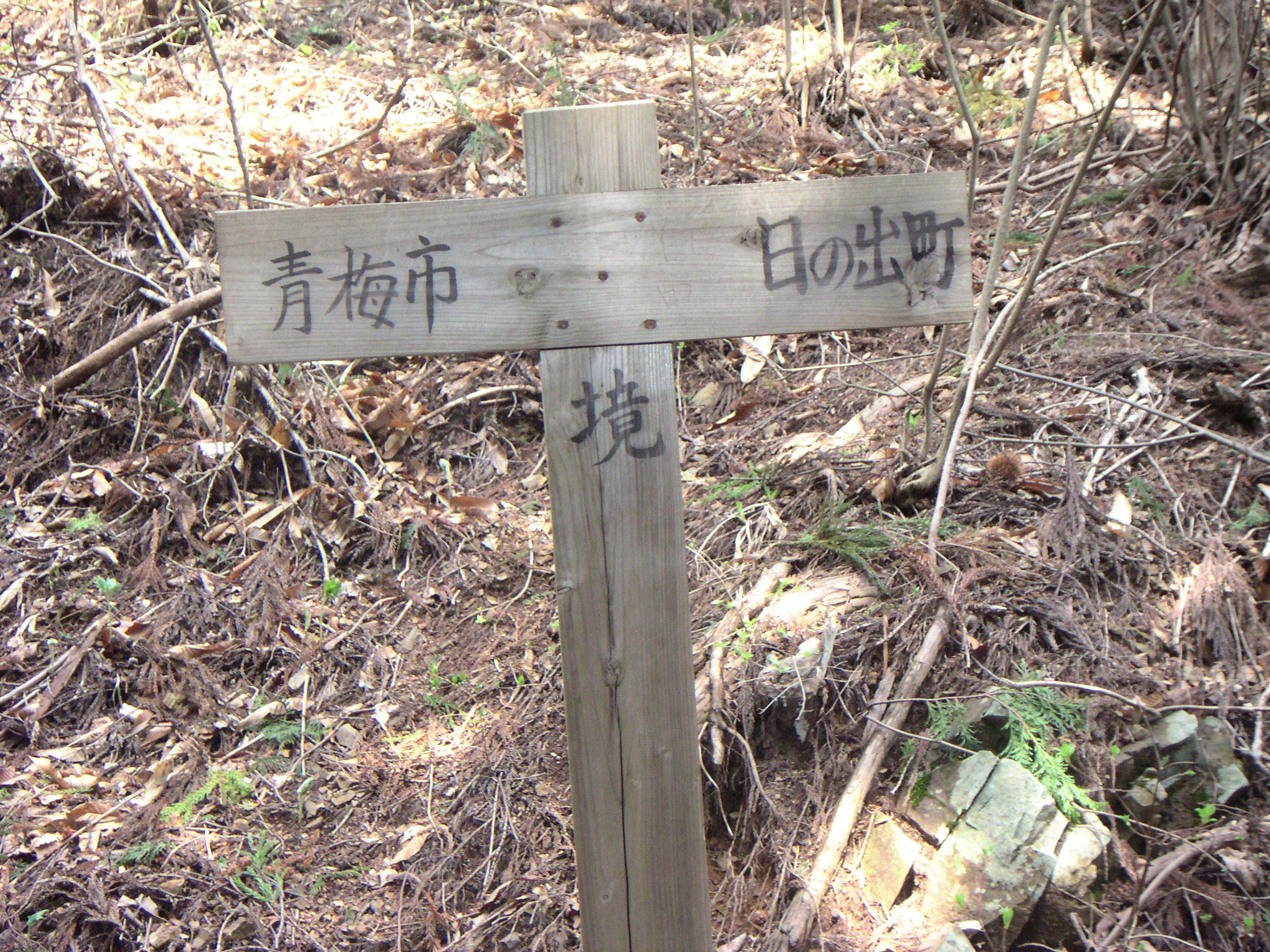
青梅市と西多摩郡日の出町の境である日の出山の山頂付近

青梅市（おうめし）は、東京都の多摩地域北西部に位置する市。
東京都の市町村では奥多摩町、八王子市、檜原村、小笠原村に次ぎ5番目に面積が広い。

## 概要
東京都西部の西多摩地域最大の市。立川市、八王子市、町田市、多摩市と共に東京多摩地域の業務核都市の一つに指定されている。1951年に市制施行。
関東山地と武蔵野台地にまたがり、中部を多摩川が東流する。中心市街地は多摩川の谷口集落で、青梅街道の宿場町（青梅宿）として発達。その後、鉄道の青梅線が通じた。古くから綿織物が盛んで、青梅縞、青梅綿として知られ、第二次世界大戦前まで夜具地を多産した。山間部では林業が盛ん。市域東部には昭和40年代に三ッ原工業団地が造成され、ハイテクノロジー関連産業の進出や市街地からの既存工場の移転が進められている。
伝統行事としてはだるま市、青梅大祭が有名。名所では金剛寺、塩船観音寺、武蔵御嶽神社、吉野梅郷があり、西部は秩父多摩甲斐国立公園に属する。1967年に始まった青梅マラソン（2月）には、海外からも含めて約1万5,000人が参加する。

## 地理
多摩川が関東山地から武蔵野台地に流れ出る扇頂部に発達した谷口集落が、青梅市街の原型である。
市域のほぼ中央を多摩川が西から東へ貫流し、北部には入間川（荒川水系）の支流である霞川と成木川が、やはり西から東へ流れている。おおむね東部の平地から西部にかけて丘陵地・山地と変化している。標高は西端の多摩川右岸にある御岳の鍋割山の1,084mが最高地点、最低地点は市域の北東に位置する成木川の両郡橋下流で103.5mである。同じく市域北東部にある加治丘陵付近には立川断層（箱根ヶ崎断層）の北端、名栗断層の南端があるとされる。この2つの断層は立川断層帯と同一に扱われることもある。
歴史的には青梅宿が青梅市のほぼ中心に位置する古くからの市街であり、現在の青梅駅周辺である。しかしながら、多摩川と永山丘陵、青梅丘陵に挟まれた青梅駅周辺はそれほど土地が広くないのに比べ、開けた扇状地にある河辺駅周辺などの青梅東部は開発が容易であり、商業地や人口の増加が進んでいる。一方、東部以外の北部、西部、南部は丘陵や山地であり、開発はあまり進んでいないが、東京都内でも有数のハイキング等の行楽地となっている。

### 気候
年間平均気温は約14℃。気候は太平洋岸気候と中央高地式気候が混じっており、冬は都心と比べ寒く、1月・2月の最低気温はほぼ毎日氷点下を記録する。冬場の気温は都心とは大きな開きがあり、南岸低気圧による積雪は珍しくない。2018年1月27日にはアメダス地点として観測開始された1976年12月以来の過去最低となる-9.3度を記録している。
かつて存在した市営御岳スケート場では真冬には天然の屋外スケートリンクとして知られ、氷点下20度を下回る冷え込みになることもあったという。
一方、夏は暑く、2018年7月23日には日本歴代6位、東京都内の観測地点では最も高い40.8度を記録している。ただし、気象庁の統計データによると、熱帯夜の日数は少なく、2007～2017年までの10年間で熱帯夜を記録したのはわずか21日(そのうちの2009年と2016年は熱帯夜なし)で、東京都心に比べて夏の夜は過ごしやすい。
| 青梅市（青梅地域気象観測所）の気候                      | 青梅市（青梅地域気象観測所）の気候 | 青梅市（青梅地域気象観測所）の気候 | 青梅市（青梅地域気象観測所）の気候 | 青梅市（青梅地域気象観測所）の気候 | 青梅市（青梅地域気象観測所）の気候 | 青梅市（青梅地域気象観測所）の気候 | 青梅市（青梅地域気象観測所）の気候 | 青梅市（青梅地域気象観測所）の気候 | 青梅市（青梅地域気象観測所）の気候 | 青梅市（青梅地域気象観測所）の気候 | 青梅市（青梅地域気象観測所）の気候 | 青梅市（青梅地域気象観測所）の気候 | 青梅市（青梅地域気象観測所）の気候 |
| 月                                                      | 1月                                | 2月                                | 3月                                | 4月                                | 5月                                | 6月                                | 7月                                | 8月                                | 9月                                | 10月                               | 11月                               | 12月                               | 年                                 |
| ------------------------------------------------------- | ---------------------------------- | ---------------------------------- | ---------------------------------- | ---------------------------------- | ---------------------------------- | ---------------------------------- | ---------------------------------- | ---------------------------------- | ---------------------------------- | ---------------------------------- | ---------------------------------- | ---------------------------------- | ---------------------------------- |
| 最高気温記録 °C （°F）                                  | 18.7 (65.7)                        | 24.5 (76.1)                        | 27.7 (81.9)                        | 32.7 (90.9)                        | 34.7 (94.5)                        | 38.3 (100.9)                       | 40.8 (105.4)                       | 39.6 (103.3)                       | 36.8 (98.2)                        | 33.2 (91.8)                        | 26.4 (79.5)                        | 26.2 (79.2)                        | 40.8 (105.4)                       |
| 平均最高気温 °C （°F）                                  | 9.2 (48.6)                         | 10.0 (50)                          | 13.4 (56.1)                        | 18.8 (65.8)                        | 23.3 (73.9)                        | 25.6 (78.1)                        | 29.6 (85.3)                        | 31.0 (87.8)                        | 26.8 (80.2)                        | 21.2 (70.2)                        | 16.1 (61)                          | 11.5 (52.7)                        | 19.7 (67.5)                        |
| 日平均気温 °C （°F）                                    | 3.2 (37.8)                         | 4.1 (39.4)                         | 7.6 (45.7)                         | 12.9 (55.2)                        | 17.7 (63.9)                        | 21.0 (69.8)                        | 24.8 (76.6)                        | 25.9 (78.6)                        | 22.1 (71.8)                        | 16.5 (61.7)                        | 10.7 (51.3)                        | 5.6 (42.1)                         | 14.3 (57.7)                        |
| 平均最低気温 °C （°F）                                  | −2.3 (27.9)                        | −1.3 (29.7)                        | 2.2 (36)                           | 7.2 (45)                           | 12.5 (54.5)                        | 17.0 (62.6)                        | 21.1 (70)                          | 22.0 (71.6)                        | 18.3 (64.9)                        | 12.4 (54.3)                        | 5.9 (42.6)                         | 0.3 (32.5)                         | 9.6 (49.3)                         |
| 最低気温記録 °C （°F）                                  | −9.3 (15.3)                        | −9.2 (15.4)                        | −7.4 (18.7)                        | −2.5 (27.5)                        | 3.5 (38.3)                         | 8.9 (48)                           | 12.5 (54.5)                        | 15.0 (59)                          | 8.0 (46.4)                         | 1.4 (34.5)                         | −3.5 (25.7)                        | −6.8 (19.8)                        | −9.3 (15.3)                        |
| 降水量 mm （inch）                                      | 49.8 (1.961)                       | 45.2 (1.78)                        | 90.1 (3.547)                       | 108.4 (4.268)                      | 124.4 (4.898)                      | 176.0 (6.929)                      | 197.9 (7.791)                      | 212.9 (8.382)                      | 234.2 (9.22)                       | 208.6 (8.213)                      | 71.3 (2.807)                       | 44.6 (1.756)                       | 1,563.3 (61.547)                   |
| 平均降水日数 （≥1.0 mm）                                | 4.3                                | 4.8                                | 8.8                                | 9.0                                | 10.0                               | 12.8                               | 12.9                               | 11.5                               | 12.3                               | 10.6                               | 7.0                                | 4.6                                | 108.7                              |
| 平均月間日照時間                                        | 202.2                              | 181.8                              | 178.7                              | 182.8                              | 184.8                              | 124.4                              | 148.1                              | 170.4                              | 130.4                              | 134.0                              | 161.5                              | 187.7                              | 1,986.8                            |
| 出典：気象庁 (平均値：1991年-2020年、極値：1976年-現在) |                                    |                                    |                                    |                                    |                                    |                                    |                                    |                                    |                                    |                                    |                                    |                                    |                                    |

## 他の自治体との関係
広域行政については後述。

### 隣接自治体
- 南東 - 東京都羽村市、西多摩郡瑞穂町
- 東 - 埼玉県入間市
- 北 - 埼玉県飯能市
- 西 - 西多摩郡奥多摩町
- 南 - 西多摩郡日の出町、あきる野市
  - なお、西多摩郡檜原村とは御岳山付近で近い距離にある。奥多摩町、あきる野市の境界を挟んで約300mしか離れていない。

### 平成の大合併
下記の構想があったが、いずれも実現しなかった。
- 西多摩郡奥多摩町：財政面で断念。
- 山梨県北都留郡小菅村：財政面で断念。実現すれば、東京都の越境合併は1958年の西多摩郡瑞穂町と埼玉県入間郡元狭山村のケース以来であった。
- 山梨県北都留郡丹波山村：財政面で断念。

### 姉妹都市・提携都市
年月は締結時期。

#### 国内
提携都市
- 愛知県 常滑市
1997年（平成9年）3月27日 災害時相互応援協定
- 東京都 杉並区
2009年（平成21年）5月21日 災害時相互応援協定
- 福島県 南相馬市
2013年（平成25年） 災害時相互応援協定
- 埼玉県 飯能市
2014年（平成26年）10月1日 図書館相互利用提携
- 埼玉県 入間市
2015年（平成27年）10月1日 図書館相互利用提携

このほか全国梅サミットが青梅市にて第7回（2002年）、第19回（2014年2月6日-2月7日）に開催された。

#### 国外
姉妹都市
- ドイツ ボッパルト市[6]（ラインラント＝プファルツ州）
1965年（昭和40年）9月24日 姉妹都市

## 歴史

### 年表
| - 1894年（明治27年）11月19日 - 青梅鉄道（現在の青梅線）が開業。 - 1951年（昭和26年） - 4月1日 - 青梅町、霞村、調布村が合併して市制施行、青梅市となる。 - 5月 - 初の青梅市議会開会。 - 10月 - 青梅市福祉事務所開設。 - 1952年（昭和27年） - 5月 - 青梅市消防団発足。 - 8月 - 青梅市教育委員会発足。 - 1953年（昭和28年）11月 - モーターボート競走のできる市として指定される。 - 1954年（昭和29年） - 6月 - 第1回市営モーターボート競走実施。 - 7月 - 警視庁青梅警察署発足。 - 1955年（昭和30年） - 3月 - 国民健康保険を全市に施行。 - 4月1日 - 吉野村、三田村、小曾木村、成木村を編入。 - 10月 - 青梅市初の国勢調査実施。 - 11月 - 市内在住の日本画家川合玉堂が初の名誉市民となる。 - 1956年（昭和31年）4月 - 財政運営が赤字となり、地方財政再建促進特別措置法の適用を受ける。 - 1957年（昭和32年） - 2月 - 青梅電報電話局完成、自動電話開通。 - 6月 - 川合玉堂が逝去。 - 11月 - 青梅市立総合病院開院。 - 1958年（昭和33年）4月 - 世界連邦平和都市宣言。 - 1959年（昭和34年）3月 - 皇太子明仁親王の成婚記念植樹が吹上峠で行われる。 - 1960年（昭和35年）3月 - 地方財政再建促進特別措置法の適用が解除。 - 1961年（昭和36年） - 10月 - 昭和天皇、良子（ながこ）皇后（香淳皇后）、玉堂美術館へ行幸啓。 - 11月 - 市役所庁舎落成。 - 1962年（昭和37年） - 5月 - 小作駅〜東青梅駅間複線化、東青梅駅〜青梅駅間単線自動化開通。 - 9月 - 市内在住の作家吉川英治が逝去し、名誉市民となる。 - 1964年（昭和39年）10月 - 東京オリンピック大会の聖火リレーが市内を走る。 - 1965年（昭和40年） - 1月 - 国民健康保険被保険者全員7割給付。 - 3月 - 新しい火葬場が二ツ塚に完成。 - 9月 - 西ドイツ（当時）ボッパルト市と姉妹都市提携。 - 1966年（昭和41年） - 10月 - 青梅市民会館完成。 - 11月 - 市の鳥（ウグイス）制定。『定本市史青梅』発刊。 - 1967年（昭和42年） - 7月 - 市営釜の淵公園プールオープン（2011年度から休場）。 - 11月 - 美智子妃、市内聖明園を訪問。 - 1968年（昭和43年） - 1月 - ダストボックスによるごみ収集開始。 - 6月 - 交通災害共済制度発足。 - 1969年（昭和44年） - 5月 - 市営墓地公園が長淵に完成。 - 12月 - 大塚山公園に100年後の市民に送るタイムカプセルを埋設。 - 1970年（昭和45年） - 6月 - 市内で休日診療を開始。 - 9月 - 青梅駅前改造事業の起工式挙行。三ツ原地区区画整理事業実施。 - 1971年（昭和46年） - 4月 - 青梅市立河辺小学校開校。 - 7月 - 河辺に市民球技場オープン。 - 9月 - 根ヶ布に給食センター完成。 - 10月 - 青梅市総合長期計画策定。 - 11月 - 福祉・教育両センター開館。 - 1972年（昭和47年） - 2月 - 城前土地区画整理完了。 - 4月 - 大門市民館・体育館・図書館完成。 - 1972年（昭和47年）7月 - 都市計画公園「わかぐさ公園」が完成。 - 1973年（昭和48年） - 1月 - 公共下水道第1期工事着工。 - 4月 - 青梅市立四中学校と青梅市立五中学校が統合し、青梅市立西中学校が開校。青梅市立新町小学校開校。 - 12月 - 国民健康保険、高額医療費の支給制度始まる。 - 1974年（昭和49年） - 4月 - 青梅市立霞台中学校開校。 - 5月 - 青梅市郷土博物館開館。 - 7月 - 年中無休の大門診療所開設。 - 1975年（昭和50年）4月 - 青梅市立霞台小学校開校。 - 1976年（昭和51年） - 4月 - 東京都立青梅東高等学校開校。 - 11月 - 市民憲章、市の花（ウメ）、市の木（スギ）制定。 - 1977年（昭和52年） - 2月 - 第11回青梅マラソン参加者が10,000人を超える。 - 4月 - 水道事業を都営水道に一元化。長淵市民センター完成。青梅市立友田小学校開校。 - 6月 - 高齢者事業団発足。 - 1978年（昭和53年） - 4月 - 青梅市立若草小学校、青梅市立今井小学校開校。 - 5月 - 公共下水道併用開始。 - 7月 - 東原公園プールオープン。 - 1979年（昭和54年） - 7月 - 風の子・太陽の子広場開場、小学生の絵がタイムカプセルに収められる。 - 9月 - 小曾木市民センター完成。 - 10月 - 福祉事業団発足。青梅駅前に平和の像建立。 - 11月 - 福祉作業所開所。11月 - 郷土博物館の庭に旧宮崎家復元。 - 1980年（昭和55年）2月 - 総合病院救急医療センター開始。 - 1980年（昭和55年） - 4月 - 青梅市立吹上中学校開校。 - 6月 - 成木市民センター完成。 - 10月 - 総合体育館完成。 - 10月 - 皇太子夫妻が訪問。 - 11月 - 昭和天皇、良子皇后行幸啓。 - 1981年（昭和56年） - 4月 - 青梅市立新町中学校開校。 - 7月 - 東青梅市民センター完成。 - 10月 - 交通公園完成。30日、市の人口が10万人となる。 - 1982年（昭和57年） - 4月 - 国道411号指定。 - 10月 - 三ツ原工業団地完成。 - 1983年（昭和58年） - 2月 - 老人保健制度スタート。 - 4月 - 青梅市立泉中学校開校。 - 9月 - 西多摩地域広域行政圏協議会が発足。 - 12月 - 初の青梅市芸術文化奨励賞授与。 - 1984年（昭和59年） - 3月 - リサイクルセンター完成。 - 10月 - 青梅市立美術館オープン。 - 1985年（昭和60年） - 3月 - 青少年10人をボッパルト市へ派遣。 - 4月 - 御岳渓流が名水百選に選定。河辺市民センターオープン。 - 5月 - 花木園、健康センターオープン。 - 7月 - 新町市民センターオープン。 - 11月 - 人間ドックを健康センターで開始。 - 1986年（昭和61年） - 4月 - 市内梅郷在住の藤本能道が人間国宝に認定される。 - 9月 - 住民記録がオンライン化される。 - 1987年（昭和62年） - 3月 - 青梅市立六小御岳分校閉校、109年の歴史を閉じる（明治10年開校）。初の公募展（多摩秀作美術展）開催。 - 4月 - 青梅消防署に山岳救助隊発足。 - 5月 - 通所授産施設、自立センターオープン。 - 9月 - 初の英語指導助手導入。 - 10月 - 中央図書館オープン。 - 1988年（昭和63年） - 5月 - ふれ愛タウン都市美懇談会発足。 - 12月 - JR青梅線に青梅特快登場。 - 1989年（平成元年） - 5月 - 第42回東京都山の植樹祭が永山で行われる（鈴木俊一東京都知事来場）。ふれ愛タウン都市美懇談会報告書まとまる。 - 6月 - 市役所など第2・4土曜日が閉庁になる。福祉センター結婚式場の愛称が「スイート・プラム」に決定。 - 7月 - 青梅駅前修景工事が完了。12万人目の市民誕生。 - 10月 - 河辺駅北口に世連青梅支部が平和像「平和のよろこび」を建立。 - 11月 - 個人情報の保護条例（青梅市電子計算組織にかかる個人情報の保護に関する条例）が施行。青梅市の面積103.26 km2に修正。住江町商店街に舗道完成。 - 1990年（平成2年） - 2月 - 榎戸米吉（第2代市長）市民葬。 - 4月 - 国際交流基金を設置。地方交付税不交付団体に（平成元年度）。青梅市立総合病院新棟（南棟）オープン、伝染病棟併設。 - 5月 - 河辺駅南口に「マラソン・ふれあい広場」完成。 - 9月 - 青梅マラソンイメージソング「春呼ぶ祭典（まつり）」、マスコットの「おうめくん」が決定。 - 10月 - 青梅市総合長期計画基本構想決まる。ボッパルト市と姉妹都市提携25周年。 - 12月 - 明星大学青梅キャンパス校舎建設起工式。 - 1991年（平成3年） - 2月 - 第25回記念青梅マラソン大会。 - 3月 - 青梅市青少年友好親善使節15人をボッパルト市へ派遣。 - 4月 - 花木園に東京都で一番長いすべり台（211m）完成。 - 6月 - 御岳登山鉄道（ケーブル）のレール敷き換えを50年ぶりに実施。ごみ問題検討協議会発足。 - 7月 - わかぐさ公園こどもプールオープン。 - 10月 - 市制施行40周年記念式典挙行。 - 1992年（平成4年） - 5月 - 市内で作陶していた人間国宝の藤本能道が逝去。 - 7月 - 藤野強（カヌー）がバルセロナオリンピック出場。市役所などが完全週休2日制に。13万人目の市民誕生。 - 8月 - 友田レクリエーション広場オープン。 - 9月 - 学校週5日制（毎月第2土曜日休業）実施。 - 10月 - 青梅市自転車等の放置防止に関する条例が施行。図書館全館に利用者開放端末を設置。 - 11月 - 発泡スチロール製トレイとペットボトルの資源回収を始める。 - 1993年（平成5年） - 4月 - 『広報おうめ』を新聞折り込みで配布。青梅市ふれあい公社設立。TAMAらいふ21開催（〜11月）。 - 7月 - 自立センターに重度心身障害者通所生活訓練施設開設。 - 粗大ごみが戸別有料収集化される。リサイクルショップオープン。 - 1994年（平成6年） - 2月 - 国道411号新満地トンネル開通。 - 4月 - 青梅シルバーピア新町（高齢者集合住宅）入居開始。 - 6月 - 沢井保健福祉センター開設。皇太子夫妻、高水三山を登山。 - 7月 - 長淵プールオープン。 - 8月 - 第1回多摩川1万人の美化活動を実施。 - 9月 - 青梅市在宅介護支援センター開設。 - 10月 - 福祉センターがリニューアルオープン。 - 1995年（平成7年） - 8月 - 小曾木保健福祉センター開設。 - 10月 - 姉妹都市提携30周年ボッパルト市民訪問団15人が来日。 - 10月 - 『青梅市史』上下巻発刊。青梅スタジアムオープン。 - 1996年（平成8年） - 2月 - 第30回記念青梅マラソン大会、雪のため大会史上初の中止。リサイクルセンター、廃プラスチック類固形燃料化システム稼働。 - 3月26日 - 首都圏中央連絡自動車道（圏央道）青梅IC〜鶴ヶ島JCT）開通。青梅IC供用開始。 - 4月 - 総合長期計画第2次基本計画（平成8年〜12年）まとまる。青梅市立第八小学校、青梅市立第九小学校、青梅市立第十小学校統合、青梅市立成木小学校開校。 - 5月 - 沢井市民センタープール・多目的室完成。明星大学ホームページ内に青梅市ホームページを開設。 - 7月 - 天皇・皇后行幸啓。 - 12月 - 青梅市土砂等による土地の埋め立て等の規制に関する条例施行。 - 1997年（平成9年） 4月 - 防災行政無線内容等変更（チャイム1日3回、深夜の火災鎮火放送中止）。上成木、北小曾木ふれあいセンターオープン。 - - 7月 - 東青梅センタービルが完成（3階に市役所分室を開設）。 - 10月 - 『青梅市教育史』発刊。青少年友好親善使節団（この回から中学生）をボッパルト市へ派遣。都市計画マスタープラン懇談会スタート。 - 12月 - 救命救急センター建設工事開設。 - 1998年（平成10年） - 1月 - 新町地区の町名地番変更実施 - 3月 - 青梅東部新町土地区画整理事業が完成。 - 4月 - 情報公開制度、個人情報保護制度開始。青梅市生涯学習推進計画を策定。 - 5月 - 青梅新町の大井戸公開。 - 6月 - 吹上しょうぶ公園仮開園。 - 7月 - 市民斎場開設。今井市民センター体育館完成。 - 10月 - 青梅地区の町名変更実施。ごみの戸別収集と有料化スタート。青梅市ホームページをリニューアル。 - 11月 - 青梅産ワインの名前が「ボッパルトの雫」に決定。 - 1999年（平成11年） - 2月 - 青梅ワイン「ボッパルトの雫」販売開始。 - 3月 - 青梅市地域振興券交付。総合病院へのバス路線を新設。 - 4月 - 多摩地域農業共済事務組合スタート。河辺駅南口エレベーター・エスカレーター完成、駅ホームにもエスカレーター完成、北口は10月完成。市立美術館、65歳以上の市民入館無料化。 - 10月 - 青梅市第2結婚式場オープン。 - 11月 - リサイクルセンターせん定技資源化施設稼働。青梅市都市計画マスタープラン策定。 - 12月 - コンピューター西暦2000年問題に備え、青梅市災害対策本部を開設。 - 2000年（平成12年） - 6月 - 市立総合病院救命救急センターオープン。 - 9月 - シドニーオリンピックに安藤太郎（カヌー・スラーローム）、稲田亜矢子（新体操）が出場。 - 10月 - 今井市民センターが完成。 - 11月 - 河辺駅北口立体駐輪場オープン。 - 2001年（平成13年） - 2月 - 第35回記念青梅マラソン大会。 - 4月 - 青梅市民証を発行。市内民間温水プールの利用ができるようになる。 - 5月 - 14万人目の市民誕生。 - 6月 - IT講習会が始まる。 - 7月 - 11会場で市民と市長の懇談会を開催。 - ）8月 - NHK夏期巡回ラジオ体操・みんなの体操会を開催。 - 10月 - 市制施行50周年記念式典・講演会挙行。市制施行50周年記念市勢要覧「青梅」、市制施行50周年記念映画『青梅14万人の笑顔』制作。 - 2002年（平成14年） - 2月 - 第7回全国梅サミット開催。第36回青梅マラソン大会で長嶋茂雄をスターターに迎える。 - 3月 - 青梅市民カードを発行。自動交付機により証明書（住民票の写し、印鑑登録証明書）の交付が可能になる。圏央道青梅IC〜日の出IC間が開通。 - 4月 - 青梅市子育て支援センター開設。市内に天皇・皇后行幸啓。東青梅駅南口にエレベーター完成。 - 6月 - 青梅市環境基本条例の制定。 - 8月 - 住民基本台帳ネットワークシステムが一部スタート。 - 9月 - 青梅市高齢者温泉保養事業施設利用助成事業が始まる。 - 10月 - 西多摩地域の図書館で広域利用が始まる。 - 11月 - 都市計画道路3・4・18号の青梅線との立体交差部が開通。第1回「癒しと安らぎの環境賞」で、総合病院が「病院部門最優秀賞」を受賞。 青梅市行財政改革大綱を策定。 - 12月 - 青梅市総合長期計画を策定。青梅市議会議員定数を28へ改定。 - 2003年（平成15年） - 2月 - 第37回青梅マラソン大会開催。前回に続き、長嶋茂雄をスターターに迎える。 - 3月 - 青梅駅にエレベーター完成。 - 4月 - NHK大河ドラマ『武蔵 MUSASHI』のロケーション撮影が永山ハイキングコースで行われる。こどもいきいき学校づくり事業がスタート。 - 5月 - 福祉ガイドブック発刊。 - 7月 - 戸籍事務をコンピュータ化。 - 8月 - 住民基本台帳ネットワークシステム（第2次サービス）スタート。 - 9月 - NHK大河ドラマ『武蔵 MUSASHI』にちなみ、イベント「秋、青梅に武蔵を訪ねる…」を開催。 - 10月 - 「大塚山いこいの森」に植樹。青梅赤塚不二夫会館オープン。 - 11月 - 江戸開府400年記念事業「江戸天下祭」に森下町の山車、山車人形が里帰り。福祉センター結婚式場「青梅スイートプラム」が挙式1万組達成。 - 12月 - 市議会定例会初日を土曜日に開催。 - 2004年（平成16年） - 2月 - 第38回青梅マラソン大会開催。長嶋茂雄を30キロ、有森裕子をジュニアロードレースのスターターに迎える。野口みずきが国内最高記録、大会新記録で優勝。『広報おうめ』1000号を発行。 - 4月 - 捨て看板クリーン大作戦を開始。放置自動車の防止のための条例が施行。 - 5月 - 青梅宿特選品販売所「ハイカラ屋」がオープン。 - 6月 - 用途地域、高度地区等に関する都市計画を変更。はいかい高齢者家族支援サービス事業開始。青梅市立総合病院に屋上庭園がオープン。 - 7月 - 青梅市役所本庁舎駐車場有料化。 - 10月 - 社会教育施設、市内図書館において蔵書のインターネット予約サービス開始。青梅市美しい風景を育む条例を施行。 - 11月 - 青梅子どもルールを発表。 - 12月 - 青梅市子ども読書活動推進計画を策定。 - 2005年（平成17年） - 1月 - 市内最初のワークショップによる的場公園（仮）が完成（梅郷三丁目）。 - 2月 - 第39回青梅マラソン大会開催。瀬古利彦がスターターを務め、約1万3,500人が出場。 - 3月 - 青梅市ふれあい公社が解散。青梅市環境基本計画を策定。 - 4月 - 青梅市開発行為等の基準、および手続きに関する条例を施行。青梅市個人情報保護条例改正。青梅市地球温暖化対策実行計画を策定。 - 5月 - 青梅駅周辺の商店街が「おうめまるごと博物館」をスタート。 - 7月 - 戸籍証明書を青梅市、福生市、羽村市、西多摩郡瑞穂町で申請が可能になる。青梅市非核平和都市宣言を制定。 - 9・10月 - ボッパルト市との姉妹都市提携40周年を記念し、両市市民訪問団が相互交流。 - 10月 - 子ども家庭支援センターを東青梅センタービルに開設。 - 11月 - 青梅宿アートフェスティバル実行委員会が、第1回東京商店街グランプリ（イベント部門）を受賞。 - 12月 - 青梅産ワイン「ボッパルトの雫」のスパークリングワインを初めて発売。 - 2006年（平成18年） - 1月 - 電子申請サービスを開始。住江町商店街振興組合が「地域づくり総務大臣表彰」地域振興部門を受賞。 - 2月 - 第40回記念青梅マラソン大会開催。30キロでは高橋尚子が、10キロでは瀬古利彦がそれぞれスターターを務め、約1万6000人が出場。 - 5月 - 青梅駅周辺地区景観形成計画がまとまる。 - 6月 - 青梅市内の8つの商店街が経済産業省「がんばる商店街77選」で表彰。 - 7月 - 青梅市立総合病院に、東京都内の自治体病院では初の最新検査装置を備えたPET/RIセンターを開設。 - 10月 - 青梅市立総合病院で高齢者（当時90歳）の心臓手術に国内3例目として成功。物産館「みたけ歩楽里道」が御嶽駅前にオープン。 - 2007年（平成19年） - 1月 - 財団法人古都保存財団による「美しい日本の歴史的風土準100選」に御岳山、武蔵御嶽神社が選ばれる。 - 2月 - 第41回青梅マラソン大会開催。30キロでは石原慎太郎東京都知事がスターターを務め、約1万6000人が出場。 - 3月 - 青梅市新火葬場が利用開始。青梅市国民保護計画を策定。 - 4月 - 河辺駅北口に一部デッキが完成。青梅市の観光PRと再利用を考慮したパブル封筒を採用。今井市民センターで住民票などが申請可能となる。 - 5月 - 霞川調節池が完成。スギ花粉症対策としての東京都「花粉の少ない森づくり運動」で、御岳の森林が「企業の森」第1号に指定。 - 6月 - ミッテルラインマラソン大会（ドイツ）に青梅市選手団が初めて参加。永山北部丘陵地を丘陵保全用地として市が取得。 - 7〜9月 - 青梅市立美術館で斎藤清展を開催。 - 7月 - 青梅市立総合病院が新潟県中越沖地震の医療支援活動のため、医療チームを派遣。 - 8月 - 青梅市立総合病院の屋上庭園に明星大学から動物のオブジェが寄贈。 - 9月 - 青梅市メール配信サービスを開始。 - 10月 - 青梅市国民健康保険被保険者証（保険証）が1人1枚のカードになる。青梅社会保険事務所が新設。 - 11月 - 河辺駅北口歩行者用デッキの愛称が「河辺びっぐぷらむ」に決定。 - 12月 - 第42回青梅マラソン大会申込者数が2万人を超える。 - 2008年（平成20年） - 2月 - 第42回青梅マラソン大会が雪のため中止。子育て支援センターの愛称が「はぐはぐ」に決定。青梅市商店会連合会発足。 - 3月 - 河辺駅北口に新しい中央図書館が開館。河辺駅北口整備事業の竣工式を実施。青梅市メール配信サービスで防災情報の配信を開始。 - 4月 - 旧中央図書館（仲町）が青梅図書館として開館。青梅市立総合病院でがんセカンドオピニオン外来開始。 - 2008年（平成20年）4月 - 小学3・4年生対象の自転車運転免許証交付事業開始。 - ）5月 - 新庁舎建設安全祈願祭。中央図書館で、ドイツのラインランド・プファルツ州ユネスコ世界遺産展開催。 - 7月 - ボッパルト市へ青梅市青少年友好親善使節団を派遣。 - 8月 - 青梅市納涼花火大会が第60回を迎える。こんにちは赤ちゃん事業を開始。北京オリンピックカヌースラローム・女子カヤックシングルで、竹下百合子選手が4位入賞。「青梅ふれあいまつり2008」開催。 - 9月 - 青梅市立総合病院が栄養関係功労者厚生労働大臣表彰を受賞。青梅市民センターに運営協議会を設置。 - 10月 - 全市民センターで住民票等の交付を開始。 - 12月 - 奥多摩渓谷駅伝競走大会が第70回を迎える。 - 2009年（平成21年） - 1月 - 中央図書館の来館者数が50万人を突破。官民協働事業による『青梅市くらしのガイド』発刊。 - 2月 - 青梅市立総合病院外来診療が完全予約制となる。第43回青梅マラソン大会が開催され、北京オリンピック男子400mリレー銅メダリストの朝原宣治がスターター（30キロの部）を務め、大会史上最多の1万9803人が出場。 - 3月 - 青梅市立美術館の新しい公募展「ビエンナーレOME2009」開催。永山丘陵（特別緑地保全地区）の名称が「青梅の森」に決定。 - 4月 - 本庁舎1階に視覚障害者用色識別誘導システムを導入。青梅市立成木小学校で小規模特別認定校制度を開始。自治会連合会ホームページを開設。青梅梅郷で、梅の樹にウメ輪紋ウイルス感染が発見。以後、防疫のための伐採と梅林再生の取り組みが続く。 - 5月 - 東京都杉並区と交流協定を締結。 - 8月 - 埼玉県飯能市と有害鳥獣合同捕獲に関する協定を締結。 - 10月 - 男女平等情報紙『よつばの手紙』創刊。 - 11月 - 中央図書館の来館者数が100万人を超える。 - 2010年（平成22年） - 1月 - 青梅市ポイ捨ておよび飼い犬のふんの放置の防止ならびに路上喫煙の制限に関する条例を施行。 - 4月 - 青梅市民センターが市民会館から青梅図書館へ移転。青梅市立総合病院敷地内を全面禁煙となる。 - 5月 - 市役所の新庁舎完成（業務開始は7月）。健康センター内「東青梅休日診療所」を「青梅休日診療所」に改称し、平日夜間の診療を開始。 - 7月 - 青梅駅・東青梅駅・河辺駅周辺道路を路上喫煙禁止地区、美化推進重点地区に指定。 - 10月 - 市施設使用料、ごみ処理料金を改定。 - 2011年（平成23年） - 1月 - 携帯電話サイト「青梅ポケットガイド」開始。 - 3月 - プラネタリウム閉館。 - 4月 - 青梅市障がい者サポートセンター開設。 - 6月 - 「青梅市健康と歴史・文化の路」整備事業計画を策定。 - 7月 - 市制施行60周年記念赤塚不二夫キャラクター入り原動機付自転車ナンバープレート交付。 - 9月 - 青梅市庁舎が「日経ニューオフィス推進賞」受賞。 - 10月 - 市制施行60周年記念式典。 - 11月 - 市民斎場行きのバス路線が運行開始。 - 2012年（平成24年） - 3月 - 青梅市放射線物質対応指針の策定。 - 4月 - 水道業務を東京都水道局へ移管。地球温暖化対策住宅用機器設置補助金交付制度を実施。青梅市暴力団排除条例と青梅市企業誘致条例を制定。市民球技場庭球場が砂入り人工芝に。 - 5月 - 市税等のコンビニ収納を開始。青梅柚木苑地駐車場利用開始。 - 10月 - 青梅市在住の若杉遥がロンドンパラリンピックのゴールボール女子で金メダルを獲得し、初の青梅市スポーツ栄誉賞受賞。第3回青梅市長杯兼第68回国民体育大会リハーサル大会カヌースラローム・ワイルドウォター競技大会開催。 - 2013年（平成25年） - 3月 - 中央図書館来館者300万人達成。「青梅市梅の里再生計画」策定。 - 4月 - 東青梅駅北口および東青梅駅南口自転車等駐車場（有料）を開設。家庭からの廃食用油無料回収を開始。 - 8月 - ヒロシマ親子派遣団派遣。スポーツ祭東京2013国民体育大会デモスポ行事、ビーチボール競技開催。 - 10月 - スポーツ祭東京2013国民体育大会、カヌー競技開催。 - 2013年（平成25年）10月 - スポーツ祭東京2013全国障害者スポーツ大会オープン競技、ゴールボール大会開催。 - 2013年（平成25年）11月 - 公共施設白書を作成。 - 2014年（平成26年） - 2月 - 使用済小型家電回収開始。第19回全国梅サミットを青梅市で開催。大雪のため第48回青梅マラソン大会中止。 - 4月 - 梅の公園の梅樹を全て伐採。 - 5月 - 「青梅サタデースクール」スタート。第3回大多摩B級グルメが市役所西側駐車場で開催。 - 6月 - 大雨により気象庁等から土砂災害警戒情報が発表され、青梅市では初の避難準備情報を発令。 - 10月 - 飯能市図書館との相互利用開始。 - 2016年（平成28年）9月 - 青梅市在住の若杉遥選手が、リオデジャネイロパラリンピックにゴールボール女子で出場。 |

### 行政区域変遷

#### 変遷の年表
| 青梅市市域の変遷（年表） | 青梅市市域の変遷（年表） | 青梅市市域の変遷（年表） |
| 年                       | 月日                     | 現青梅市市域に関連する行政区域変遷 |
| ------------------------ | ------------------------ | --- |
| 1889年（明治22年）       | 4月1日                   | 町村制施行により、以下の村が発足。 - 青梅町 ← 青梅町、勝沼村、西分村、日向和田村 - 霞村 ← 今井村、藤橋村、新町村、木野下村、今寺村、谷野村、大門村、塩船村、吹上村、野上村、師岡村、根ケ布村 - 調布村 ← 千ケ瀬村、河辺村、上長淵村、下長淵村、友田村、駒木野村 - 吉野村 ← 下村、畑中村、日影和田村、柚木村 - 三田村 ← 二俣尾村、沢井村上分、沢井村下分、御岳村と御岳山 - 小曽木村 ← 南小曽木村、富岡村、黒沢村 - 成木村 ← 上成木村上分、上成木村下分、下成木村上分、下成木村下分、北小曽木村 |
| 1893年（明治26年）       | 4月1日                   | 西多摩郡は南多摩郡・北多摩郡とともに東京府へ編入。 |
| 1943年（昭和18年）       | 7月1日                   | 東京都制施行により、東京府と東京市が合併して東京都が発足。 |
| 1951年（昭和26年）       | 4月1日                   | 青梅町、霞村、調布村が合併して青梅市が発足。 |
| 1955年（昭和30年）       | 4月1日                   | 青梅市が吉野村、三田村、小曽木村、成木村を編入。 |

#### 変遷表
| 青梅市市域の変遷表 | 青梅市市域の変遷表  | 青梅市市域の変遷表 | 青梅市市域の変遷表          | 青梅市市域の変遷表 |
| 1868年 以前        | 明治元年 - 明治22年 | 明治22年 4月1日    | 明治22年 - 昭和64年         | 平成元年 - 現在    |
| ------------------ | ------------------- | ------------------ | --------------------------- | ------------------ |
| 青梅村             | 明治8年 青梅町      | 青梅町             | 昭和26年4月1日 青梅市       | 青梅市             |
| 乗願寺村           | 明治5年 勝沼村      | 青梅町             | 昭和26年4月1日 青梅市       | 青梅市             |
| 西分村             |                     | 青梅町             | 昭和26年4月1日 青梅市       | 青梅市             |
| 日向和田村         |                     | 青梅町             | 昭和26年4月1日 青梅市       | 青梅市             |
| 今井村             | 今井村              | 霞村               | 昭和26年4月1日 青梅市       | 青梅市             |
| 藤橋村             |                     | 霞村               | 昭和26年4月1日 青梅市       | 青梅市             |
| 新町村             |                     | 霞村               | 昭和26年4月1日 青梅市       | 青梅市             |
| 木野下村           |                     | 霞村               | 昭和26年4月1日 青梅市       | 青梅市             |
| 今寺村             |                     | 霞村               | 昭和26年4月1日 青梅市       | 青梅市             |
| 谷野村             |                     | 霞村               | 昭和26年4月1日 青梅市       | 青梅市             |
| 大門村             |                     | 霞村               | 昭和26年4月1日 青梅市       | 青梅市             |
| 塩船村             |                     | 霞村               | 昭和26年4月1日 青梅市       | 青梅市             |
| 吹上村             |                     | 霞村               | 昭和26年4月1日 青梅市       | 青梅市             |
| 野上村             |                     | 霞村               | 昭和26年4月1日 青梅市       | 青梅市             |
| 上師岡村           | 明治7年 師岡村      | 霞村               | 昭和26年4月1日 青梅市       | 青梅市             |
| 下師岡村           | 明治7年 師岡村      | 霞村               | 昭和26年4月1日 青梅市       | 青梅市             |
| 根ケ布村           |                     | 霞村               | 昭和26年4月1日 青梅市       | 青梅市             |
| 千ケ瀬村           | 千ケ瀬村            | 調布村             | 昭和26年4月1日 青梅市       | 青梅市             |
| 河辺村             |                     | 調布村             | 昭和26年4月1日 青梅市       | 青梅市             |
| 上長淵村           |                     | 調布村             | 昭和26年4月1日 青梅市       | 青梅市             |
| 下長淵村           |                     | 調布村             | 昭和26年4月1日 青梅市       | 青梅市             |
| 友田村             |                     | 調布村             | 昭和26年4月1日 青梅市       | 青梅市             |
| 駒木野村           |                     | 調布村             | 昭和26年4月1日 青梅市       | 青梅市             |
| 下村               | 下村                | 吉野村             | 昭和30年4月1日 青梅市に編入 | 青梅市             |
| 畑中村             |                     | 吉野村             | 昭和30年4月1日 青梅市に編入 | 青梅市             |
| 日影和田村         |                     | 吉野村             | 昭和30年4月1日 青梅市に編入 | 青梅市             |
| 柚木村             |                     | 吉野村             | 昭和30年4月1日 青梅市に編入 | 青梅市             |
| 二俣尾村           | 二俣尾村            | 三田村             | 昭和30年4月1日 青梅市に編入 | 青梅市             |
| 沢井村上分         |                     | 三田村             | 昭和30年4月1日 青梅市に編入 | 青梅市             |
| 沢井村下分         |                     | 三田村             | 昭和30年4月1日 青梅市に編入 | 青梅市             |
| 御岳村             |                     | 三田村             | 昭和30年4月1日 青梅市に編入 | 青梅市             |
| 御岳山             |                     | 三田村             | 昭和30年4月1日 青梅市に編入 | 青梅市             |
| 南小曽木村         | 南小曽木村          | 小曽木村           | 昭和30年4月1日 青梅市に編入 | 青梅市             |
| 富岡村             |                     | 小曽木村           | 昭和30年4月1日 青梅市に編入 | 青梅市             |
| 黒沢村             |                     | 小曽木村           | 昭和30年4月1日 青梅市に編入 | 青梅市             |
| 上成木村上分       | 上成木村上分        | 成木村             | 昭和30年4月1日 青梅市に編入 | 青梅市             |
| 上成木村下分       |                     | 成木村             | 昭和30年4月1日 青梅市に編入 | 青梅市             |
| 下成木村上分       |                     | 成木村             | 昭和30年4月1日 青梅市に編入 | 青梅市             |
| 下成木村下分       |                     | 成木村             | 昭和30年4月1日 青梅市に編入 | 青梅市             |
| 北小曽木村         |                     | 成木村             | 昭和30年4月1日 青梅市に編入 | 青梅市             |

### 地名由来
諸説あるが、承平年間に平将門が市内天ヶ瀬（あまがせ）に所在する金剛寺を訪れた際、馬の鞭に使用していた梅の枝を自ら地に挿し、「我願い成就あらば栄ふべし。しからずば枯れよかし。」と願をかけたところ、見事に梅の枝は根付き結実するが、夏を過ぎても実は青いまま熟さずに、また、地に落ちることもなく枝に残ってたという将門誓いの梅の伝説によるものが広く知られている。

## 人口
人口129,996人（2025年7月1日現在。）
| |                                        |  |
| 青梅市と全国の年齢別人口分布（2005年） | 青梅市の年齢・男女別人口分布（2005年） |  |
| ■紫色 ― 青梅市 ■緑色 ― 日本全国 | ■青色 ― 男性 ■赤色 ― 女性              |  |
| 青梅市（に相当する地域）の人口の推移 \| 1970年（昭和45年） \| 70,954人 \| \| \| 1975年（昭和50年） \| 86,152人 \| \| \| 1980年（昭和55年） \| 98,990人 \| \| \| 1985年（昭和60年） \| 110,828人 \| \| \| 1990年（平成2年） \| 125,960人 \| \| \| 1995年（平成7年） \| 137,234人 \| \| \| 2000年（平成12年） \| 141,394人 \| \| \| 2005年（平成17年） \| 142,354人 \| \| \| 2010年（平成22年） \| 139,339人 \| \| \| 2015年（平成27年） \| 137,381人 \| \| \| 2020年（令和2年） \| 133,535人 \| \| |                                        |  |
| 総務省統計局 国勢調査より |                                        |  |
| 1970年（昭和45年） | 70,954人                               |  |
| 1975年（昭和50年） | 86,152人                               |  |
| 1980年（昭和55年） | 98,990人                               |  |
| 1985年（昭和60年） | 110,828人                              |  |
| 1990年（平成2年） | 125,960人                              |  |
| 1995年（平成7年） | 137,234人                              |  |
| 2000年（平成12年） | 141,394人                              |  |
| 2005年（平成17年） | 142,354人                              |  |
| 2010年（平成22年） | 139,339人                              |  |
| 2015年（平成27年） | 137,381人                              |  |
| 2020年（令和2年） | 133,535人                              |  |

### 昼夜間人口
2005年に夜間人口（居住者）は142,028人であるが、市外からの通勤者と通学生および居住者のうちの市内に昼間残留する人口の合計である昼間人口は127,176人で、昼は夜の0.895倍の人口になる。通勤者・通学者で見ると、市内から市外へ出る通勤者33,087人、市外から市内へ入る通勤者は22,445人と通勤者では市外への通勤者が多く、また学生でも市外から市内へ入る通学生は1,799人で市内から市外に出る通学生6,009人と学生でも昼は市外へ流出する。
東京都編集『東京都の昼間人口2005』平成20年発行（148-149ページ）国勢調査では年齢不詳の者が東京都だけで16万人いる。上のグラフには年齢不詳の者を含め、昼夜間人口に関しては年齢不詳の人物は数字に入っていないので数字の間に誤差は生じる。

### 2040年の推計人口
厚生労働省の国立社会保障・人口問題研究所がまとめた『地域別将来推計人口』によると、青梅市は東京都、多摩地区の市部の中で最も減少率が大きく、-25.3%（増減率、2010年との比較）となった。よって2010年の人口は13.9万人だったが、2040年には10.4万人に減少すると推計している。多摩地区で最も人口が減少すると考えられているのは西多摩郡奥多摩町で、-58.6%、逆に人口が最も増えると考えられているのが稲城市で、+9.4%である。これと共に、高齢化も進むと考えられている。

### 高齢者の増加
2013年（平成25年）4月1日の高齢者人口は33,267人で、高齢化率は24%となっている。これは2012年（平成24年）4月1日と比較し、高齢者人口は1,696人、高齢化率は1.4%の増となる。

## 地域

### 町名
青梅市では現在、全ての地域で住居表示に関する法律に基づく住居表示が実施されていない（一部地域では町界町名地番整理が実施されている）。青梅市に編入された旧町村は、従来の大字を廃して町が設定され、字区域が廃止されている。その一方で、かつての字名が駅やバス停・公園などの名前になったり、1998年10月に大字青梅の字名として使われていた住江町などの地名が町名になるなどした。

#### 青梅市役所管内
| 町丁名         | 町丁区域新設年月日 | 住居表示実施年月日 | 住居表示実施前の町名等                                                                                                   | 備考 |
| -------------- | ------------------ | ------------------ | --- | --- |
| 青梅地区       |                    |                    | | |
| 勝沼一丁目     | 1971年7月15日      | 未実施             | 大字勝沼字神宮前ほかの一部                                                                                               | |
| 勝沼二丁目     | 1971年7月15日      | 未実施             | 大字勝沼字北ノ入・南ノ入・小曾木・柿沢の一部                                                                             | |
| 勝沼三丁目     | 1971年7月15日      | 未実施             | 大字勝沼字勝沼前ほかの一部                                                                                               | |
| 西分町一丁目   | 1971年7月15日      | 未実施             | 大字西分字北側・南側の一部                                                                                               | |
| 西分町二丁目   | 1971年7月15日      | 未実施             | 大字西分字北側・南側の一部                                                                                               | |
| 西分町三丁目   | 1971年7月15日      | 未実施             | 大字西分字勝沼前ほかの一部                                                                                               | |
| 住江町         | 1998年10月1日      | 未実施             | 大字青梅の一部 | |
| 本町           | 1998年10月1日      | 未実施             | 大字青梅の一部 | |
| 仲町           | 1998年10月1日      | 未実施             | 大字青梅の一部 | |
| 上町           | 1998年10月1日      | 未実施             | 大字青梅の一部 | |
| 森下町         | 1998年10月1日      | 未実施             | 大字青梅の一部 | |
| 裏宿町         | 1998年10月1日      | 未実施             | 大字青梅の一部 | |
| 天ヶ瀬町       | 1998年10月1日      | 未実施             | 大字青梅の一部 | |
| 滝ノ上町       | 1998年10月1日      | 未実施             | 大字青梅の一部 | |
| 大柳町         | 1998年10月1日      | 未実施             | 大字青梅の一部 | |
| 日向和田一丁目 | 1971年7月15日      | 未実施             | | |
| 日向和田二丁目 | 1971年7月15日      | 未実施             | | |
| 日向和田三丁目 | 1971年7月15日      | 未実施             | | |
| 長淵地区       |                    |                    | | |
| 駒木町一丁目   | 1968年8月1日       | 未実施             | 駒木野 | |
| 駒木町二丁目   | 1968年8月1日       | 未実施             | 駒木野 | 上長淵の一部（飛び地部分）を編入                                                                            |
| 駒木町三丁目   | 1968年8月1日       | 未実施             | 駒木野 | |
| 長淵一丁目     | 1968年8月1日       | 未実施             | 大字下長淵字下長淵・湯本・須高・大林                                                                                     | |
| 長淵二丁目     | 1968年8月1日       | 未実施             | 大字下長淵字木初・宮原・須高・赤坂・中山・長沢・大久保、上長淵字深沢・松葉の入の一部                                     | |
| 長淵三丁目     | 1968年8月1日       | 未実施             | 大字下長淵字ヲコザ・中芝・寺改戸の一部                                                                                   | |
| 長淵四丁目     | 1968年8月1日       | 未実施             | 大字下長淵字寺改戸・中芝、上長淵字中郷の一部                                                                             | |
| 長淵五丁目     | 1968年8月1日       | 未実施             | 大字上長淵字品竹・小山の一部、道芝原・外ヶ谷戸・愛宕下・深沢・宮の入・梅ヶ久保・松葉の入・新指・大新指                   | |
| 長淵六丁目     | 1968年8月1日       | 未実施             | 大字上長淵字中郷・若御子の一部                                                                                           | |
| 長淵七丁目     | 1968年8月1日       | 未実施             | 大字上長淵字若御子・峰岸の一部                                                                                           | |
| 長淵八丁目     | 1968年8月1日       | 未実施             | 大字上長淵字峰岸・小山の一部、前山・鎮山・日向沢・申酉ヶ入・谷ヶ入・釜ノ入・三能下・入フタ・勇智戸                       | |
| 長淵九丁目     | 1968年8月1日       | 未実施             | 大字上長淵字京塚・鳥掛・宮ヶ沢・大荷田                                                                                   | |
| 友田町一丁目   | 1968年8月1日       | 未実施             | 友田 | |
| 友田町二丁目   | 1968年8月1日       | 未実施             | 友田 | |
| 友田町三丁目   | 1968年8月1日       | 未実施             | 友田 | |
| 友田町四丁目   | 1968年8月1日       | 未実施             | 友田 | |
| 友田町五丁目   | 1968年8月1日       | 未実施             | 友田 | |
| 千ヶ瀬町一丁目 | 1968年8月1日       | 未実施             | 大字千ヶ瀬字平林・東平の一部                                                                                             | |
| 千ヶ瀬町二丁目 | 1968年8月1日       | 未実施             | 大字千ヶ瀬字東平の一部                                                                                                   | |
| 千ヶ瀬町三丁目 | 1968年8月1日       | 未実施             | 大字千ヶ瀬字東平・南平・西平の一部                                                                                       | |
| 千ヶ瀬町四丁目 | 1968年8月1日       | 未実施             | 大字千ヶ瀬字北平・東平・西平の一部                                                                                       | |
| 千ヶ瀬町五丁目 | 1968年8月1日       | 未実施             | 大字千ヶ瀬字西平の一部                                                                                                   | |
| 千ヶ瀬町六丁目 | 1968年8月1日       | 未実施             | 大字千ヶ瀬字田端の一部                                                                                                   | |
| 大門地区       |                    |                    | | |
| 吹上           | 1951年4月1日       | 未実施             | | |
| 野上町一丁目   | 1972年6月1日       | 未実施             | 大字野上字市街道・宮ノ前・檜街道                                                                                         | |
| 野上町二丁目   | 1972年6月1日       | 未実施             | 大字野上字はけ上・下はけ・鳥井戸の一部、師岡字道間の一部                                                                 | 霞台土地区画整理事業により一部整備、一部町名地番整理実施区域                                                |
| 野上町三丁目   | 1972年6月1日       | 未実施             | 大字野上字鳥井戸・下はけ・古井戸・五反口の一部、師岡字中原の一部                                                         | 霞台土地区画整理事業により新規整備、町名地番整理実施区域                                                    |
| 野上町四丁目   | 1972年6月1日       | 未実施             | 大字野上字古井戸ほかの一部、師岡字中原の一部、河辺字薬師堂前の一部                                                       | 霞台土地区画整理事業により新規整備、町名地番整理実施区域                                                    |
| 大門一丁目     | 1979年4月1日       | 未実施             | 大字大門字上開戸・西・東・霞下                                                                                           | |
| 大門二丁目     | 1979年4月1日       | 未実施             | 大字大門字霞台・中原・塚ノ上の一部                                                                                       | 三ツ原土地区画整理事業により一部整備                                                                        |
| 大門三丁目     | 1979年4月1日       | 未実施             | 大字野上字下はけの一部、大門字塚ノ上・風呂後の一部、今寺字中原の一部                                                     | 三ツ原土地区画整理事業により新規整備、町名地番整理実施区域                                                  |
| 塩船           | 1951年4月1日       | 未実施             | | |
| 谷野           | 1951年4月1日       | 未実施             | | |
| 木野下一丁目   | 1970年7月1日       | 未実施             | | |
| 木野下二丁目   | 1970年7月1日       | 未実施             | | |
| 今寺一丁目     | 1979年4月1日       | 未実施             | 大字今寺字西浦・霞の関・常盤樹平の一部                                                                                   | |
| 今寺二丁目     | 1979年4月1日       | 未実施             | 大字今寺字天皇塚・常盤樹平の一部、藤橋字城の腰の一部                                                                     | |
| 今寺三丁目     | 1979年4月1日       | 未実施             | 大字今寺字神明原ほかの一部                                                                                               | 三ツ原土地区画整理事業により一部整備                                                                        |
| 今寺四丁目     | 1979年4月1日       | 未実施             | 大字今寺字中原・神明原・東原の一部、藤橋字二本木の一部、大門字中原ほかの一部                                             | 三ツ原土地区画整理事業により新規整備、町名地番整理実施区域                                                  |
| 今寺五丁目     | 1979年4月1日       | 未実施             | 大字今寺字中原・東原の一部、藤橋字細道の一部、大門字塚ノ上ほかの一部                                                     | 三ツ原土地区画整理事業により新規整備、町名地番整理実施区域                                                  |
| 東青梅地区     |                    |                    | | |
| 東青梅一丁目   | 1964年11月6日      | 未実施             | 大字西分字作馬街道の一部、勝沼字佐久間街道の一部、師岡字大塚前ほかの一部                                                 | 東青梅土地区画整理事業により新規整備、一部を除き町名地番整理実施区域                                        |
| 東青梅二丁目   | 1964年11月6日      | 未実施             | 大字勝沼字柿沢の一部、師岡字大塚の一部                                                                                   | 東青梅土地区画整理事業により新規整備、町名地番整理実施区域                                                  |
| 東青梅三丁目   | 1964年11月6日      | 未実施             | 大字師岡字六万・大塚・早道の一部                                                                                         | 東青梅土地区画整理事業により新規整備、町名地番整理実施区域                                                  |
| 東青梅四丁目   | 1964年11月6日      | 未実施             | 大字西分字石神平・中原、師岡字六万の一部                                                                                 | 東青梅土地区画整理事業により新規整備、町名地番整理実施区域                                                  |
| 東青梅五丁目   | 1966年11月27日     | 未実施             | 大字師岡字早道・道間の一部                                                                                               | 師岡土地区画整理事業により新規整備、町名地番整理実施区域                                                    |
| 東青梅六丁目   | 1972年2月1日       | 未実施             | 大字勝沼字柿沢の一部、師岡字古志喜・城山・城前ほかの一部、根ヶ布字南窪の一部                                             | 城前土地区画整理事業により新規整備、一部を除き町名地番整理実施区域                                          |
| 根ヶ布一丁目   | 1970年7月1日       | 未実施             | | |
| 根ヶ布二丁目   | 1970年7月1日       | 未実施             | | 黒沢の一部を編入                                                                                            |
| 師岡町一丁目   | 1972年6月1日       | 未実施             | 大字師岡字筑間ほかの一部                                                                                                 | |
| 師岡町二丁目   | 1972年6月1日       | 未実施             | 大字師岡字馬場・はけ下・はけ上の一部                                                                                     | 霞台土地区画整理事業により一部整備                                                                          |
| 師岡町三丁目   | 1972年6月1日       | 未実施             | 大字師岡字道間・中原の一部                                                                                               | 霞台土地区画整理事業により新規整備、町名地番整理実施区域                                                    |
| 師岡町四丁目   | 1972年6月1日       | 未実施             | 大字師岡字中原の一部、河辺字株樹の各一部                                                                                 | 霞台土地区画整理事業により新規整備、町名地番整理実施区域                                                    |
| 新町地区       |                    |                    | | |
| 新町一丁目     | 1998年2月1日       | 未実施             | 大字新町字宮ノ前・蔵屋敷の各一部、野上字五反口・新町頭の各一部、大門字風呂後の一部、大門字塚ノ上の一部、今寺字中原の一部 | 新町地区土地区画整理事業により新規整備、町名地番整理実施区域                                                |
| 新町二丁目     | 1998年2月1日       | 未実施             | 大字新町字宮ノ前・蔵屋敷・植木内の各一部、今寺字中原の一部                                                               | 新町地区土地区画整理事業により新規整備、町名地番整理実施区域                                                |
| 新町三丁目     | 1998年2月1日       | 未実施             | 大字新町字植木内・南植木外の各一部、河辺字梨ノ木の一部、羽（西多摩郡羽村町）の一部                                       | 新町地区土地区画整理事業により新規整備、町名地番整理実施区域                                                |
| 新町四丁目     | 1998年2月1日       | 未実施             | 大字新町字南植木外の一部                                                                                                 | 新町地区土地区画整理事業により新規整備、町名地番整理実施区域                                                |
| 新町五丁目     | 1998年2月1日       | 未実施             | 大字新町字西間原・北植木外・富士塚・物見塚の各一部、今寺字東原の一部、藤橋字西はけの一部                                 | 新町地区土地区画整理事業により新規整備、町名地番整理実施区域                                                |
| 新町六丁目     | 1998年2月1日       | 未実施             | 大字新町字西間原・富士塚の各一部、藤橋字西はけ・中はけ・下はけ・新田の各一部、今井字物見塚・はけ下の一部                 | 新町地区土地区画整理事業により新規整備、町名地番整理実施区域                                                |
| 新町七丁目     | 1998年2月1日       | 未実施             | 大字新町字平松・伝馬街道の各一部                                                                                         | 新町地区土地区画整理事業により新規整備、町名地番整理実施区域                                                |
| 新町八丁目     | 1998年2月1日       | 未実施             | 大字新町字平松・中原の各一部                                                                                             | 新町地区土地区画整理事業により新規整備、町名地番整理実施区域                                                |
| 新町九丁目     | 1998年2月1日       | 未実施             | 大字新町字伝馬街道・中原・端野の各一部                                                                                   | 新町地区土地区画整理事業により新規整備、一部町名地番整理実施区域                                            |
| 末広町一丁目   | 1966年8月1日       | 未実施             | 大字新町字東京街道・五本松の各一部、羽の一部                                                                             | 西東京工業団地区画整理事業により新規整備、町名地番整理実施区域                                              |
| 末広町二丁目   | 1966年8月1日       | 未実施             | 大字新町字東京街道の一部、羽の一部                                                                                       | 西東京工業団地区画整理事業により新規整備、町名地番整理実施区域                                              |
| 河辺地区       |                    |                    | | |
| 河辺町一丁目   | 1968年8月1日       | 未実施             | 大字河辺字白はけ・東先戸・中先戸の各一部                                                                                 | |
| 河辺町二丁目   | 1968年8月1日       | 未実施             | 大字河辺字中先戸・西先戸の各一部                                                                                         | 河辺土地区画整理事業により一部整備                                                                          |
| 河辺町三丁目   | 1968年8月1日       | 未実施             | 大字河辺字西先戸の一部                                                                                                   | 河辺土地区画整理事業により一部整備                                                                          |
| 河辺町四丁目   | 1973年5月2日       | 未実施             | 大字河辺字下久保・中先戸の一部                                                                                           | 河辺土地区画整理事業により新規整備、町名地番整理実施区域                                                    |
| 河辺町五丁目   | 1973年5月2日       | 未実施             | 大字河辺字速川・下久保の一部                                                                                             | 河辺土地区画整理事業により新規整備、町名地番整理実施区域                                                    |
| 河辺町六丁目   | 1973年5月2日       | 未実施             | 大字河辺字白はけ・梨ノ木の一部                                                                                           | 河辺土地区画整理事業により新規整備、町名地番整理実施区域                                                    |
| 河辺町七丁目   | 1972年6月1日       | 未実施             | 大字河辺字速川・中原・梨ノ木の一部                                                                                       | 霞台土地区画整理事業により新規整備、町名地番整理実施区域                                                    |
| 河辺町八丁目   | 1972年6月1日       | 未実施             | 大字河辺字薬師堂前・速川・中原・梨ノ木の各一部、野上字新町頭の一部、新町字蔵屋敷の一部、羽の一部                         | 霞台土地区画整理事業により新規整備、1998年1月に新町地区土地区画整理事業により一部編入、町名地番整理実施区域 |
| 河辺町九丁目   | 1972年6月1日       | 未実施             | 大字河辺字速川・薬師堂前の各一部                                                                                         | 霞台土地区画整理事業により新規整備、町名地番整理実施区域                                                    |
| 河辺町十丁目   | 1972年6月1日       | 未実施             | 大字河辺字株樹・薬師堂前・速川の各一部、師岡字中原の一部                                                                 | 霞台土地区画整理事業により新規整備、町名地番整理実施区域                                                    |
| 今井地区       |                    |                    | | |
| 藤橋一丁目     | 1979年4月1日       | 未実施             | 大字藤橋字向真土・丸山                                                                                                   | |
| 藤橋二丁目     | 1979年4月1日       | 未実施             | 大字藤橋字矢橋・城ヶ崎・久保・二本木ほかの一部、今寺字天皇塚ほかの一部・今井字水窪ほかの一部                             | 三ツ原土地区画整理事業により一部整備                                                                        |
| 藤橋三丁目     | 1979年4月1日       | 未実施             | 大字藤橋字二本木・細道の一部、今寺字神明原・中原の一部、新町字西間原の一部、今井字水窪・物見塚の一部                     | 三ツ原土地区画整理事業により新規整備、町名地番整理実施区域                                                  |
| 今井一丁目     | 1979年4月1日       | 未実施             | 大字今井字天神平・山根・城ノ腰・椎木沢・三郡坂・倭林・痩畝・七国峠                                                       | |
| 今井二丁目     | 1979年4月1日       | 未実施             | 大字今井字原今井・堀の内・七日市場・馬場崎、大字藤橋字城の腰の一部                                                       | 三ツ原土地区画整理事業により一部整備                                                                        |
| 今井三丁目     | 1979年4月1日       | 未実施             | 大字今井字水窪・物見塚、大字藤橋字西はけの一部                                                                           | 三ツ原土地区画整理事業により新規整備、町名地番整理実施区域                                                  |
| 今井四丁目     | 1979年4月1日       | 未実施             | 大字今井字上の台・大久保の一部                                                                                           | |
| 今井五丁目     | 1979年4月1日       | 未実施             | 大字今井字大久保・大達久保・物見塚・はけ下・樽ノ口の一部                                                                 | 一部を新町地区に編入                                                                                        |
| 梅郷地区       |                    |                    | | |
| 畑中一丁目     | 1967年6月1日       | 未実施             | | |
| 畑中二丁目     | 1967年6月1日       | 未実施             | | |
| 畑中三丁目     | 1967年6月1日       | 未実施             | | |
| 和田町一丁目   | 1967年6月1日       | 未実施             | 日影和田 | |
| 和田町二丁目   | 1967年6月1日       | 未実施             | 日影和田 | |
| 梅郷一丁目     | 1967年6月1日       | 未実施             | 下（下分） | 別名を下郷                                                                                                  |
| 梅郷二丁目     | 1967年6月1日       | 未実施             | 下（下分） | 別名を下郷                                                                                                  |
| 梅郷三丁目     | 1967年6月1日       | 未実施             | 下（中分） | 別名を中郷                                                                                                  |
| 梅郷四丁目     | 1967年6月1日       | 未実施             | 下（中分） | 別名を中郷                                                                                                  |
| 梅郷五丁目     | 1967年6月1日       | 未実施             | 下（中分） | 別名を中郷                                                                                                  |
| 梅郷六丁目     | 1967年6月1日       | 未実施             | 下（上分） | 別名を上郷                                                                                                  |
| 柚木町一丁目   | 1967年6月1日       | 未実施             | 柚木 | |
| 柚木町二丁目   | 1967年6月1日       | 未実施             | 柚木 | |
| 柚木町三丁目   | 1967年6月1日       | 未実施             | 柚木 | |
| 沢井地区       |                    |                    | | |
| 二俣尾一丁目   | 1969年7月1日       | 未実施             | | |
| 二俣尾二丁目   | 1969年7月1日       | 未実施             | | |
| 二俣尾三丁目   | 1969年7月1日       | 未実施             | | |
| 二俣尾四丁目   | 1969年7月1日       | 未実施             | | |
| 二俣尾五丁目   | 1969年7月1日       | 未実施             | | 沢井下分の一部（字平溝）を編入                                                                              |
| 沢井一丁目     | 1969年7月1日       | 未実施             | 沢井下分の一部 | |
| 沢井二丁目     | 1969年7月1日       | 未実施             | 沢井下分の一部 | |
| 沢井三丁目     | 1969年7月1日       | 未実施             | 沢井下分・上分の一部 | |
| 御岳本町       | 1969年7月1日       | 未実施             | 沢井上分の一部 | |
| 御岳一丁目     | 1969年7月1日       | 未実施             | | |
| 御岳二丁目     | 1969年7月1日       | 未実施             | | |
| 御岳山         | 1955年4月1日       | 未実施             | | |
| 小曾木地区     |                    |                    | | |
| 富岡一丁目     | 1968年8月1日       | 未実施             | | |
| 富岡二丁目     | 1968年8月1日       | 未実施             | | |
| 富岡三丁目     | 1968年8月1日       | 未実施             | | |
| 小曾木一丁目   | 1968年8月1日       | 未実施             | 南小曾木 | |
| 小曾木二丁目   | 1968年8月1日       | 未実施             | 南小曾木 | |
| 小曾木三丁目   | 1968年8月1日       | 未実施             | 南小曾木 | |
| 小曾木四丁目   | 1968年8月1日       | 未実施             | 南小曾木 | |
| 小曾木五丁目   | 1968年8月1日       | 未実施             | 南小曾木 | |
| 黒沢一丁目     | 1968年8月1日       | 未実施             | | |
| 黒沢二丁目     | 1968年8月1日       | 未実施             | | |
| 黒沢三丁目     | 1968年8月1日       | 未実施             | | |
| 成木地区       |                    |                    | | |
| 成木一丁目     | 1967年10月1日      | 未実施             | 下成木下分 | |
| 成木二丁目     | 1967年10月1日      | 未実施             | 下成木上分 | |
| 成木三丁目     | 1967年10月1日      | 未実施             | 上成木下分の一部 | |
| 成木四丁目     | 1967年10月1日      | 未実施             | 上成木下分の一部 | |
| 成木五丁目     | 1967年10月1日      | 未実施             | 上成木下分の一部 | |
| 成木六丁目     | 1967年10月1日      | 未実施             | 上成木上分の一部 | |
| 成木七丁目     | 1967年10月1日      | 未実施             | 上成木上分の一部 | |
| 成木八丁目     | 1967年10月1日      | 未実施             | 北小曾木 | |

### 住宅団地
- 多摩団地（根ヶ布） - 昭和45年[48]
- 東京都住宅供給公社霞台第1団地（河辺町） - 昭和46年 : 青梅都市計画事業（一団地の住宅施設）
- 東京都住宅供給公社霞台第2団地（野上町） - 昭和46年 : 青梅都市計画事業（一団地の住宅施設）

## 行政

### 市役所
本庁舎は東青梅1丁目に所在。市職員数は1,473人（2008年4月1日時点）。

#### 市長
現任は大勢待利明（おおせまち としあき、2023年11月30日就任・1期目 任期満了日は2027年11月29日）。
歴代市長
- 中村來内：1951年（昭和26年） - 1955年（昭和30年）
- 榎戸米吉：1955年（昭和30年） - 1963年（昭和38年）
- 榎本栄蔵：1963年（昭和38年） - 1967年（昭和42年）
- 石川要三：1967年（昭和42年） - 1975年（昭和50年）
- 山崎正雄：1975年（昭和50年） - 1987年（昭和62年）
- 田辺栄吉：1987年（昭和62年） - 1999年（平成11年）
- 竹内俊夫：1999年（平成11年） - 2015年（平成27年）
- 浜中啓一：2015年（平成27年） - 2023年（令和5年）
- 大勢待利明：2023年（令和5年） - 現職

### 広域行政

#### 西多摩地域広域行政圏協議会
西多摩地域広域行政圏協議会を8市町村で構成している（他は福生市、羽村市、あきる野市、瑞穂町、日の出町、檜原村、奥多摩町）。

#### 公営競技
- 多摩川競艇場（府中市）：東京都四市競艇事業組合ともに主催。
- 東京都十一市競輪事業組合：京王閣競輪場を主催。青梅市は、所在地である調布市のほか八王子市、武蔵野市、昭島市、町田市、小金井市、小平市、日野市、東村山市、国分寺市とともに参加。

## 議会

### 東京都議会
2025年東京都議会議員選挙
- 選挙区：青梅市選挙区
- 定数：1人
- 任期：2025年7月23日 - 2029年7月22日
- 投票日：2025年6月22日
- 当日有権者数：109,470人
- 投票率：40.95％

| 候補者名   | 当落 | 年齢 | 所属党派           | 新旧別 | 得票数   |
| ---------- | ---- | ---- | ------------------ | ------ | -------- |
| 森村隆行   | 当   | 51   | 都民ファーストの会 | 現     | 29,643票 |
| 中村真奈美 | 落   | 55   | 自由民主党         | 新     | 8,383票  |
| 兵頭秀一   | 落   | 60   | 無所属             | 新     | 5,432票  |

2021年東京都議会議員選挙
- 選挙区：青梅市選挙区
- 定数：1人
- 投票日：2021年7月4日
- 当日有権者数：112,223人
- 投票率：38.98％

| 候補者名 | 当落 | 年齢 | 党派名             | 新旧別 | 得票数   |
| -------- | ---- | ---- | ------------------ | ------ | -------- |
| 森村隆行 | 当   | 47   | 都民ファーストの会 | 現     | 26,344票 |
| 山崎勝   | 落   | 49   | 自由民主党         | 新     | 16,045票 |

2017年東京都議会議員選挙
- 選挙区：青梅市選挙区
- 定数：1人
- 投票日：2017年7月2日
- 当日有権者数：114,103人
- 投票率：50.82％

| 候補者名 | 当落 | 年齢 | 党派名             | 新旧別 | 得票数   |
| -------- | ---- | ---- | ------------------ | ------ | -------- |
| 森村隆行 | 当   | 43   | 都民ファーストの会 | 新     | 31,603票 |
| 野村有信 | 落   | 76   | 自由民主党         | 現     | 19,948票 |
| 寉田一忠 | 落   | 72   | 無所属             | 新     | 5,433票  |

### 衆議院
- 選挙区：東京25区（青梅市、昭島市、福生市、あきる野市、羽村市、西多摩郡）
- 任期：2021年10月31日 - 2025年10月30日
- 投票日：2021年10月31日
- 当日有権者数：413,266人
- 投票率：54.90％

| 当落 | 候補者名 | 年齢 | 所属党派   | 新旧別 | 得票数    | 重複 |
| ---- | -------- | ---- | ---------- | ------ | --------- | ---- |
| 当   | 井上信治 | 52   | 自由民主党 | 前     | 131,430票 | ○    |
|      | 島田幸成 | 53   | 立憲民主党 | 新     | 89,991票  | ○    |

## 公共機関

### 警察
- 警視庁青梅警察署（青梅市と西多摩郡奥多摩町を管轄）
  - 青梅駅前交番
  - 東青梅駅前交番
  - 新町交番
  - 河辺駅前交番
  - 下長淵駐在所
  - 小曾木駐在所
  - 今井駐在所
  - 友田駐在所
  - 黒沢駐在所
  - 梅郷駐在所
  - 河辺駐在所
  - 西成木駐在所
  - 二俣尾駐在所
  - 大門駐在所
  - 東成木駐在所
  - 沢井駐在所
  - 千ヶ瀬駐在所
  - 今寺駐在所
  - 日向和田駐在所
  - 御岳駐在所
  - 上長淵駐在所
  - 畑中駐在所
  - かつては森下町・住江町にも交番があったが、2006年1月に廃止され、それぞれ「森下町安全安心ステーション」「住江町安全安心ステーション」として使われている[51]。

### 消防
- 東京消防庁青梅消防署
  - 日向和田出張所
  - 長淵出張所

### 郵便
- 青梅郵便局
- 青梅河辺郵便局
- 青梅若草郵便局
- 御岳郵便局
- 青梅霞台郵便局
- 青梅住江町郵便局
- 青梅勝沼郵便局
- 小曽木郵便局
- 青梅上町郵便局
- 青梅新町郵便局
- 成木郵便局
- 沢井駅前郵便局
- 青梅長淵郵便局
- 青梅藤橋郵便局
- 吉野郵便局
- 青梅末広郵便局
- 二俣尾郵便局

### 市民センター
- 青梅市民センター（青梅市仲町→2019年4月に青梅市上町の青梅市文化交流センター内に併設）
- 長渕市民センター
- 大門市民センター
- 梅郷市民センター
- 沢井市民センター
- 小曾木市民センター
- 成木市民センター
- 東青梅市民センター
- 新町市民センター
- 河辺市民センター
- 今井市民センター

### 公園
出典。運動グラウンドや小規模の児童遊園、私有地内の公園・緑地を除く。
※都市公園
- 永山公園（本町） - 運動場などの施設があり、花火大会や青梅産業観光まつりの会場にもなっている。
- 六万公園（東青梅）
- 早道公園（〃）
- 大塚前公園（〃）
- 中原公園（〃）
- 大塚山公園（〃）
- 城前公園（〃）
- 畑中公園（畑中）
- 畑中戸山田公園（〃）
- 末広公園（末広町）
- 大柳公園（大柳町）
- 七兵衛公園（裏宿町）：健脚伝説を残すトップ今昔歴史探訪裏宿七兵衛を祀った地蔵尊があり、青梅マラソンの完走祈願に訪れるランナーも少なくない 。
- わかぐさ公園（河辺町）
- 下久保公園（〃）
- 速川公園（〃）
- 梨の木公園（〃）
- 白はけ公園（〃）
- 南白はけ公園（〃）
- 中先戸公園（〃）
- 株樹公園（師岡町）
- 道間公園（〃）
- 筑間公園（〃）
- 鳥井戸公園（野上町）
- 古井戸公園（〃）
- 城の腰公園（今井）
- 城の腰西公園（〃）
- 水窪公園（〃）
- 七日市場公園（〃）
- 原今井公園（〃）
- 塚の上公園（大門）
- 大門中原公園（〃）
- 塚の上南公園（〃）
- 霞下公園（〃）
- 大門西公園（〃）
- 霞下南公園（〃）
- 上開戸公園（〃）
- 東原公園（今寺）
- 今寺中原公園（〃）
- 二本木公園（〃）
- 神明原公園（〃）
- 東原緑地（〃）
- 西浦公園（〃）
- 常盤樹平公園（〃）
- 神明原西公園（〃）
- 常盤樹平東公園（〃）
- 細道公園（藤橋）
- 城ヶ崎公園（〃）
- 城ヶ崎東公園（〃）
- 矢端公園（〃）
- 藤橋二本木公園（〃）
- 谷津公園（根ヶ布）
- 後沢公園（〃）
- 下和田公園（和田町）
- 東平公園（千ヶ瀬町）
- 田端公園（〃）
- 平林公園（〃）
- 南平緑地（〃）
- 釜の淵公園（大柳町・駒木町）：多摩川を挟んだ両岸にある公園。婦人青少年研修センターやプール（平成23年以降休場）、青梅市郷土博物館や重要文化財の旧宮崎家住宅があり、河原に降りることもできる。5月には新緑祭が催される。
- 駒木町山根公園（駒木町）
- 鳶巣川公園（長淵）
- 小山公園（〃）
- 下長淵公園（〃）
- 湯本緑地（〃）
- 若御子緑地（〃）
- 須高公園（〃）
- 下長淵緑地（〃）
- 若御子第2緑地（〃）
- 品竹公園（〃）
- 寺改戸公園（〃）
- 品竹西公園（〃）
- 新町中原公園（新町）
- 鈴法寺公園（〃）

- 大山公園（〃）
- 西間原公園（〃）
- 大井戸公園（〃）
- 富士塚公園（〃）
- 平松緑地（〃）
- 新町南公園（〃）
- 桜株公園（〃）
- 南植木外公園（〃）
- 植木内公園（〃）

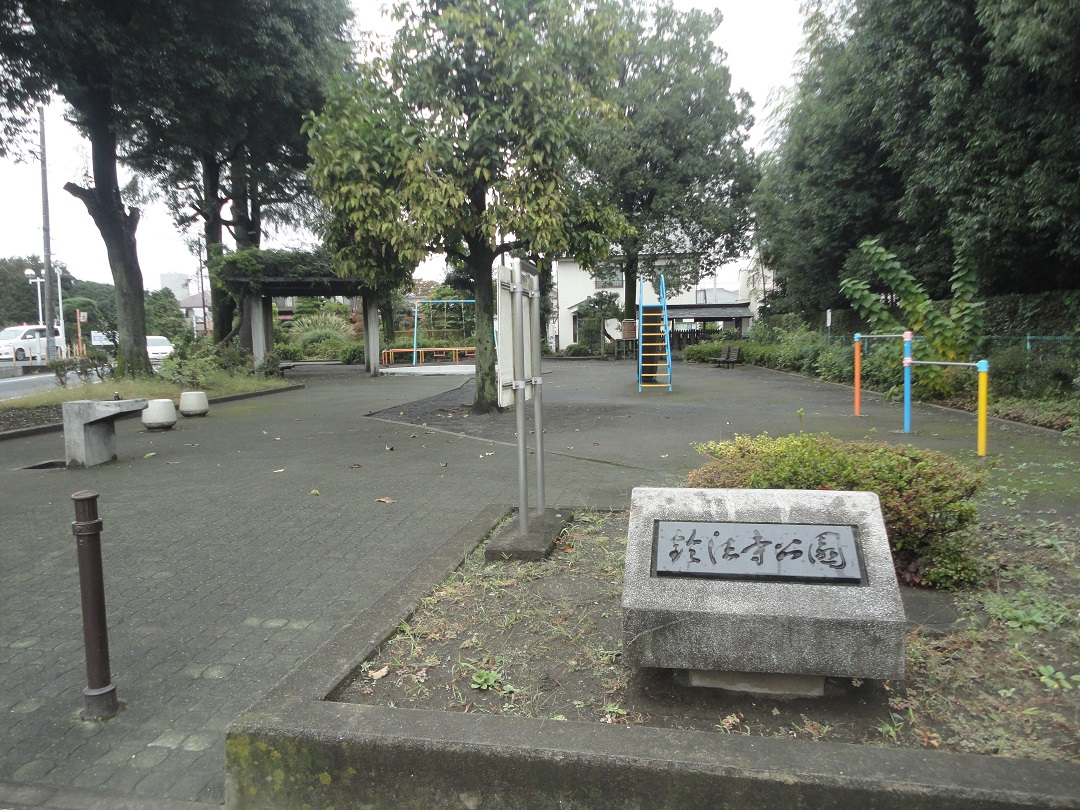
鈴法寺公園（奥にあるのは鈴法寺の歴代住持の墓石）

- 蔵屋敷公園（〃）（かつて恐竜遊具があったが、火災で消失）
- 新田山公園（〃）
- 伝馬街道緑地（〃）
- 新町中原緑地（〃）
- 桜株広場（〃）
- 新町中原南公園（〃）
- 金丘公園（友田町）
- 浜矢場公園（日向和田）
- 宮ノ平駅前広場（〃）
- 天ヶ瀬公園（天ヶ瀬町）
- 神宮前公園（勝沼）
- 吹上しょうぶ公園（吹上）
- 小ヶ谷戸公園（〃）
- 柚木木下公園（柚木町）
- 沢井駅前広場（沢井）
- 石神前駅前広場（二俣尾）
- 杉平公園（梅郷）
- 的場公園（〃）
- 下目ノ内公園（〃）
- 下前公園（塩船）

※都市公園以外の公園

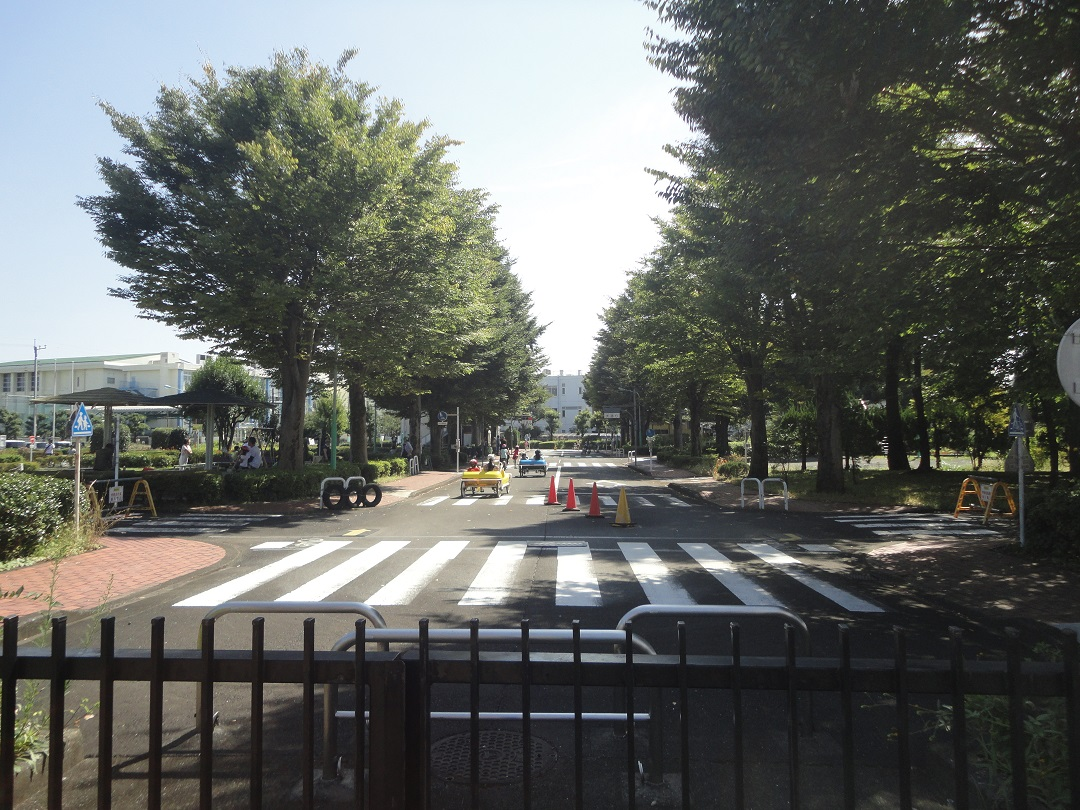
青梅市交通公園

- 青梅市交通公園（大門） - 交通安全に関する教育や、自転車・ゴーカートなどの技能研修を受けることができる公園 。
- 青梅市花木園（小曽木）
- 青梅市梅の公園（梅郷）
- 霞丘陵自然公園（塩船）
- 日向和田臨川庭園（日向和田）
- 新町宮ノ前緑地（新町）
- 白はけ緑地（河辺町）

### 電話・通信
固定電話の市外局番は0428。
成木地区など山間部の一部では携帯電話の通話ができない。

### 放送
多摩ケーブルネットワーク（TCN）が営業しており、TCN内で、テレビはむら（羽村市の地域放送）も視聴できる。
一部地域では中継局を経由するか、ケーブルテレビ（共聴）に加入しなければ、テレビ放送が受信できない地域もある。夏は非常に落雷が多く、停電も頻繁で、共聴テレビ放送が急に中断されることも多い。

### 上水道
- 日向和田浄水所
- 千ヶ瀬第二浄水所

### 下水道
- 下水道中継ポンプ場（日向和田、今井など）[54]

### ゴミ処理
- リサイクルセンター（新町）
- じんかい収集基地（長淵）[54]
- し尿処理場（黒沢）[54]
- 二ツ塚廃棄物広域処分場（西多摩郡日の出町）
- 西多摩衛生組合（羽村市）

### 健康・福祉など
- 健康センター（東青梅）
- 青梅福祉センター（東青梅）：青梅市社会福祉協議会や、結婚式場『スイート・プラム』ならびに地下食堂（2021年3月31日をもって営業終了）もある。
- 子育て支援センター「はぐはぐ」（新町）[54]
- 地域保健福祉センター（沢井・小曾木）[54] - 2020年3月末をもって閉館[55]。
- 青梅自立センター（今井）[54]
- 青梅市障害者就労支援センター（東青梅）
- 青梅福祉作業所（千ヶ瀬町）
- しろまえ児童学園（東青梅）[54]
- 障がい者サポートセンター（大門）[54]
- 学校給食センター（藤橋、根ヶ布）[54]
- そうしんホール青梅（末広町）
- 青梅市民斎場、火葬場（長淵）

## 国・都の機関

### 都の機関
- 東京都青梅都税支所
- 東京都西多摩保健所（平成31年に移転改築[56]）
- 東京都森林事務所
- 東京都畜産試験場（東京都農林総合研究センター青梅庁舎）
- 東京都水道局水源管理事務所
- 東京都交通局早稲田自動車営業所青梅支所（都営バス）
- 東京都西多摩建設事務所
- 東京都多摩建築指導事務所建築指導第三課
- 東京都立誠明学園（児童自立支援施設）
- 東京都立青梅看護専門学校

### 国の機関
- 青梅簡易裁判所
- 青梅税務署
- 青梅労働基準監督署
- 青梅公共職業安定所（ハローワーク青梅）
- 青梅区検察庁は2009年4月に、名称・管轄区域はそのままで管轄区域外の立川市に移転した。

## 主な医療機関
- 青梅市立総合病院
- 高木病院
- 青梅慶友病院
- 青梅三慶病院
- 青梅東部病院
- 青梅今井病院
- 青梅厚生病院
- 武蔵野台病院
- 多摩リハビリテーション病院
- 鈴木慈光病院
- 東京海道病院
- 東京青梅病院
- 西東京病院
- 青梅成木台病院
- 成木長生病院
- 新町クリニック
- 東青梅診療所
- 大門診療所
- 東原診療所
- 二俣尾診療所
- 梅郷診療所
- 沢井診療所
- 小曾木診療所
- 成木診療所

## 経済

### 金融機関（預貯金取扱金融機関）
- 青梅信用金庫（本店、中町支店、河辺支店、千ヶ瀬支店、青梅東支店）
- 西武信用金庫（河辺支店、千ヶ瀬支店、三ツ原支店）
- 飯能信用金庫（東青梅支店）
- 東京厚生信用組合（青梅支店）
- りそな銀行（東青梅支店、東青梅支店青梅プラザ出張所、河辺支店）
- みずほ銀行（東青梅支店）
- きらぼし銀行（青梅支店）
- 西東京農業協同組合（本店、東青梅支店、新町支店、調布支店、小曽木支店、吉野支店、二俣尾支店）
- アイザワ証券（青梅支店）※旧・多摩證券[57]

### 産業
1966年に日本住宅公団によって、羽村市にまたがる西東京工業団地が造成された。
製造業
- 日立製作所（マイクロデバイス事業部）
- 日立ライティング（青梅事業所）
- 小澤酒造（日本酒「澤乃井」蔵元）
- ケミコン精機（2004年7月まで本社が当市にあった日本ケミコンの子会社）
- セーラー万年筆
- カシオ計算機（青梅事業所）
- 青梅エレクトロニクス（旧カシオマイクロニクス→テラミクロス→テラプローブ青梅事業所）
- ホットマン
- 精興社
- カネク (わさび製品の製造・販売で有名)

エネルギー関連
- 青梅ガス
- 東京電力：青梅営業所（東青梅。2014年6月30日をもって窓口を廃止）、青梅変電所（新町）、沢井変電所

建設業
- 岩浪建設

## 学校教育

### 認定こども園
- 青梅エンゼル保育園
- ねむのき幼稚園
- 四恩幼稚園（2021年4月1日に幼稚園型認定こども園として開園）[58]

### 幼稚園・幼児園
私立
- 青梅幼稚園
- 福島学園幼稚園
- 聖母幼稚園
- 第二あけぼの幼稚園
- もみの木幼児園

### 保育園
私立
- あゆみ保育園
- 今井保育園[59]
- 今寺保育園
- 青梅保育園
- 青梅梨の木保育園
- 青梅みどり第一保育園
- 青梅みどり第二保育園
- 青梅ゆりかご保育園（2023年4月、青梅ゆりかご保育園と青梅ゆりかご第二保育園を統合）
- おそき保育園（2014年4月、小曾木第一保育園と小曾木第二保育園を統合[60]）
- かすみ保育園
- かすみ台第一保育園
- かすみ台第二保育園
- かすみ台第三保育園
- 河辺保育園
- 上長渕保育園
- 駒木野保育園
- 新町保育園
- 新町西保育園
- 新町東保育園
- 鈴の音保育園
- ちがせ保育園（2016年4月1日、千ヶ瀬第1保育園と千ヶ瀬第2保育園を統合）[61]。
- 友田保育園
- 長淵保育園
- 成木保育園
- 畑中保育園
- 日向和田保育園
- 二俣尾保育園
- 三田保育園
- よしの保育園

### 小学校
市立
- 青梅市立第一小学校
- 青梅市立第二小学校
- 青梅市立第三小学校
- 青梅市立第四小学校
- 青梅市立第五小学校
- 青梅市立第六小学校
- 青梅市立第七小学校
- 青梅市立成木小学校
- 青梅市立河辺小学校
- 青梅市立新町小学校
- 青梅市立霞台小学校
- 青梅市立友田小学校
- 青梅市立今井小学校
- 青梅市立若草小学校
- 青梅市立藤橋小学校
- 青梅市立吹上小学校
- 青梅市立東小学校

### 中学校
市立
- 青梅市立第一中学校
- 青梅市立第二中学校
- 青梅市立第三中学校
- 青梅市立西中学校
- 青梅市立第六中学校
- 青梅市立第七中学校
- 青梅市立霞台中学校
- 青梅市立吹上中学校
- 青梅市立新町中学校
- 青梅市立泉中学校
- 青梅市立東中学校

### 高等学校
- 東京都立青梅総合高等学校（かつての東京都立農林高等学校・東京都立青梅東高等学校）
- 東京都立多摩高等学校

### 特別支援学校
- 東京都立青峰学園

### 専修学校
- 東京都立青梅看護専門学校
- 多摩リハビリテーション学院専門学校

### 大学
- 明星大学：かつて市内に青梅キャンパスを持っていたが、2015年3月に閉鎖。

### 学童保育施設
- 第二学童保育所（長淵）[54]
- 成木学童保育所（成木）[54]
- 新町学童保育所（新町）[54]
- 新町第2学童保育所（同）[54]
- 千ヶ瀬学童保育所（千ヶ瀬町）[54]

## 社会教育

### 文化施設
- 青梅市民会館：東京都青梅市上町374。1966年（昭和41年）に開館。映画や演劇など市内の文化活動の拠点となっている。建物の老朽化により2017年3月31日をもって閉館した後に建て替えられ、2019年4月に青梅市文化交流センター（愛称：ネッツたまぐーセンター）がオープンした。
- 霞共益会館
- 釜の淵市民館（2019年3月閉館）[62]。
- 御岳山ふれあいセンター
- 青梅市御岳交流センター
- 上成木ふれあいセンター（旧・青梅市立第九小学校。2013年3月31日をもって閉鎖）
- 北小曾木ふれあいセンター（旧・青梅市立第十小学校。2016年3月31日をもって閉鎖）
- 永山ふれあいセンター（旧・青梅青年の家）
- 成木の家  - 成木地区の材木を使用した憩いのための施設。

### 図書館
- 市立図書館（中央図書館・青梅市民センター以外は各市民センター内に併設）
  - 中央図書館
  - 青梅図書館（以前は中央図書館の名称だったが、河辺駅前の中央図書館に移行したため改称）
  - 長淵図書館
  - 成木図書館
  - 大門図書館
  - 東青梅図書館
  - 梅郷図書館
  - 新町図書館
  - 沢井図書館
  - 河辺図書館
  - 小曾木図書館
  - 今井図書館

### 博物館
- 青梅鉄道公園記念館
- 青梅市郷土博物館
- 青梅市吉川英治記念館
- 青梅きもの博物館
- 昭和レトロ商品博物館
- 昭和幻燈館

### 美術館
- 青梅市立美術館
- たましん御岳美術館（2019年9月閉館）
- 玉堂美術館
- 青梅赤塚不二夫会館（2020年3月閉館）
- 櫛かんざし美術館（2023年5月29日から当面休館）[63]

### 運動施設
- 青梅スタジアム：今井に所在。元は民間企業のグラウンドで、1995年に市に譲渡（1990年代前半までロッテ・オリオンズの二軍の本拠地）。
- 青梅市総合体育館（住友金属鉱山アリーナ青梅。河辺町）
- 永山公園総合運動場（住江町）
- 東原公園（今寺）
  - 東原公園球技場
  - 東原公園水泳場
- わかぐさ公園（河辺町）
  - わかぐさ公園水泳場
- 天ヶ瀬体育館（天ヶ瀬）

黒沢地区に青梅運動公園構想が平成2年度まで存在した。

## 交通

### 鉄道

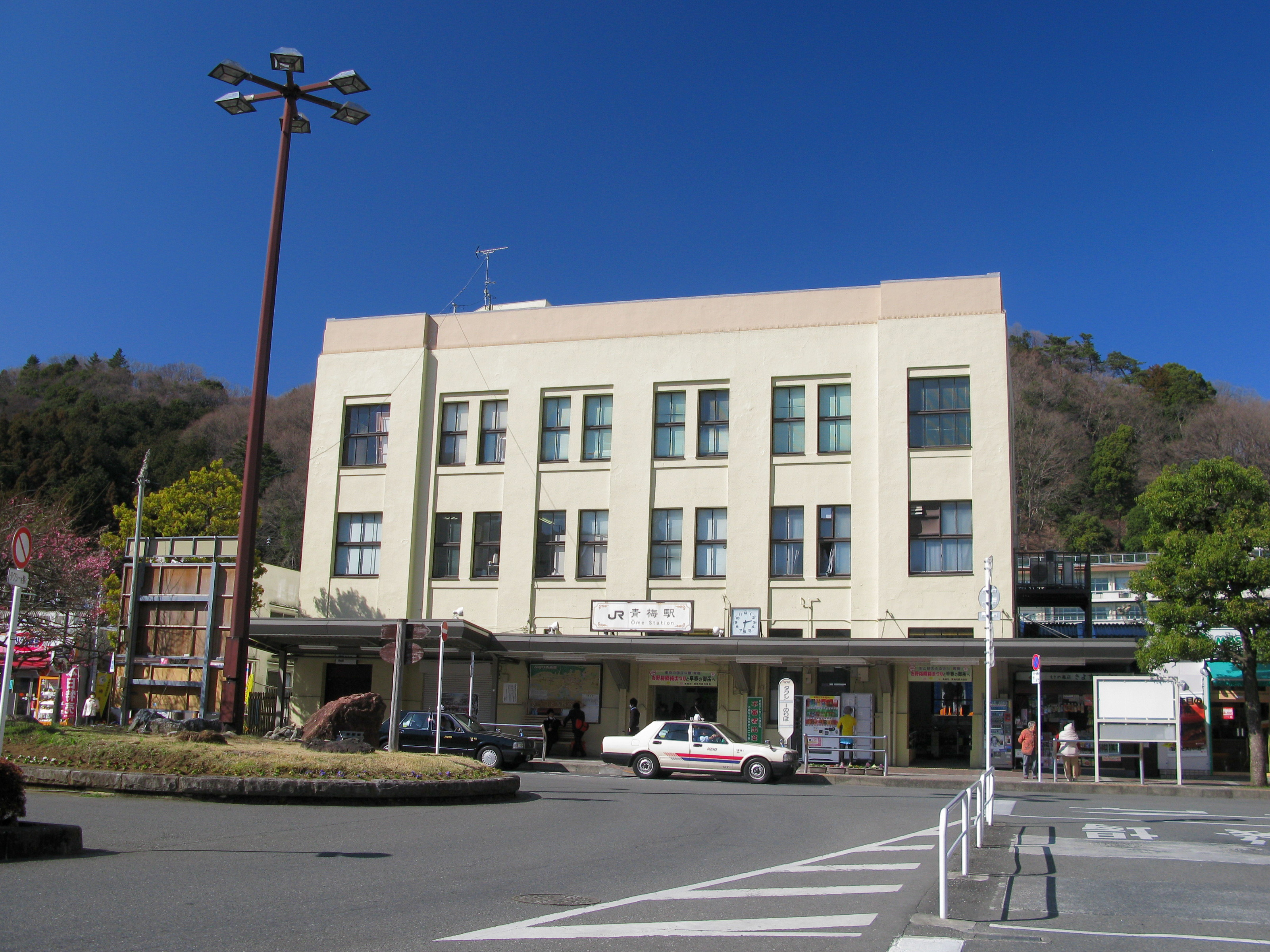
青梅駅

多摩地域の他市町や東京都区部と結ぶ主たる公共交通機関はJR東日本青梅線である。『JTB時刻表』に中心駅として記載されているのは青梅駅であるが、市役所最寄りは東青梅駅、乗車人員が市内最多なのは河辺駅である。
東日本旅客鉄道（JR東日本）
 青梅線
- - 河辺駅 - 東青梅駅 - 青梅駅 - 宮ノ平駅 - 日向和田駅 - 石神前駅 - 二俣尾駅 - 軍畑駅 - 沢井駅 - 御嶽駅 -

御岳登山鉄道
- ケーブルカー：滝本駅 - 御岳山駅
- リフト：御岳平駅 - 大展望台駅

このほか大正時代初期まで、中武馬車鉄道が埼玉県の入間と結んでいた。

### バス

#### 一般路線バス
市内に都営バス青梅支所と西東京バス青梅支所が設置されているほか、以下が管轄する路線バスが乗り入れている。
- 西東京バス氷川支所（所在地は奥多摩町）
- 西武バス飯能営業所（所在地は埼玉県飯能市）
- 国際興業バス飯能営業所（同上）

青梅市内の路線バスは収支状況が厳しく、毎年1億5000万円の公的支出を行っている。この支出は多摩地域において最大の支出となっている。
国際興業バスのバス路線はイベント時のみ運行。

#### コミュニティバス
埼玉県入間市のコミュニティバスが今井地区に乗り入れている。豊岡丸大タクシー有限会社に委託。ワンボックスカーでの運行。
- 入間市内循環バス「てぃーわごん」

埼玉県飯能市のコミュニティバスが成木地区に乗り入れている。西武ハイヤー飯能営業所と国際興業バス飯能営業所に委託。ワンボックスカーでの運行。
- 飯能市乗合ワゴン「おでかけむーま号」

### 道路
高速道路
- C4首都圏中央連絡自動車道（圏央道）青梅IC
- 多摩新宿線 構想がある高規格道路。青梅IC付近にジャンクション計画がある。

一般国道
- 国道411号（滝山街道、青梅街道）
- 首都圏中央連絡自動車道は国道468号である。

主要地方道
- 東京都道5号新宿青梅線（青梅街道・千ヶ瀬バイパス）
- 東京都道・埼玉県道28号青梅飯能線（旧青梅街道、小曽木街道、成木街道）
- 東京都道29号立川青梅線（奥多摩街道、新奥多摩街道）
- 東京都道31号青梅あきる野線（秋川街道）
- 東京都道44号瑞穂富岡線（岩蔵街道）
- 東京都道45号奥多摩青梅線（吉野街道）
- 東京都道・埼玉県道53号青梅秩父線（小曽木街道、成木街道）
- 東京都道・埼玉県道63号青梅入間線（豊岡街道）

一般都道
- 埼玉県道・東京都道179号所沢青梅線
- 東京都道181号藤橋小作線
- 埼玉県道・東京都道193号下畑軍畑線
- 東京都道194号成木河辺線（小曽木街道）
- 東京都道・埼玉県道195号富岡入間線
- 東京都道196号青梅停車場線
- 東京都道199号梅郷日向和田線
- 東京都道200号柚木二俣尾線
- 東京都道201号十里木御嶽停車場線
- 東京都道202号上成木川井線
- 埼玉県道・東京都道221号原市場下成木線
- 東京都道238号大久野青梅線
- 東京都道249号福生青梅線
- 東京都道251号青梅日の出線

### 市道
- 物見塚通り
- 河辺北大通り
- 若草通り
- 山根通り
- 日影林通り

### 主要都市とのアクセス性
- 東京都心部までは青梅線・中央線、西武池袋線、西武新宿線経由でも最短1時間弱。
- 横浜中心部へは青梅線、横浜線経由で最短約1時間。
- さいたま中心部へは武蔵野線経由で約1時間。
- 名古屋都心部までは東海道新幹線経由でおよそ3時間弱。
- 京都・大阪・神戸までは東海道新幹線・山陽新幹線経由で4時間弱。

## 環境
市域の約63%が森林であり、公園などを含めると市全体の70%以上が緑地である。

### 梅林へのウメ輪紋ウイルス感染問題
2009年4月に日本国内で初のウメ輪紋ウイルス（プラムポックスウイルス）の感染が吉野梅郷で確認された。青梅市とその周辺地域での被害が大きく、梅などのバラ科サクラ属の樹木・苗木の移動が禁止されている。東京都以外にも愛知県・大阪府・兵庫県の一部にも被害が広がっている。

### 路上喫煙などへの規制
2010年1月1日から、市内全域で歩行中・自転車運転中・公園・他人の管理する土地での歩行喫煙、ポイ捨て、飼い犬の糞の不始末が条例で明確に禁止された。立ち止まっての場合、携帯灰皿の使用と周囲に迷惑をかけないことの努力義務となった。違反を行った場合、2012年までに市長の中止勧告が出され、それでも従わない場合、中止命令が出されるようになる。また2010年7月1日からは、青梅駅・東青梅駅・河辺駅周辺は路上禁煙地域に指定され、静止しての喫煙は喫煙所以外禁止となった。この区域内では2012年までに、前述の禁止命令に従わない場合、過料2000円の対象となることも、青梅市ポイ捨ておよび飼い犬のふんの放置の防止ならびに路上喫煙の制限に関する条例で定められた。

## 名所・旧跡・観光スポット・祭事・催事

### 名所

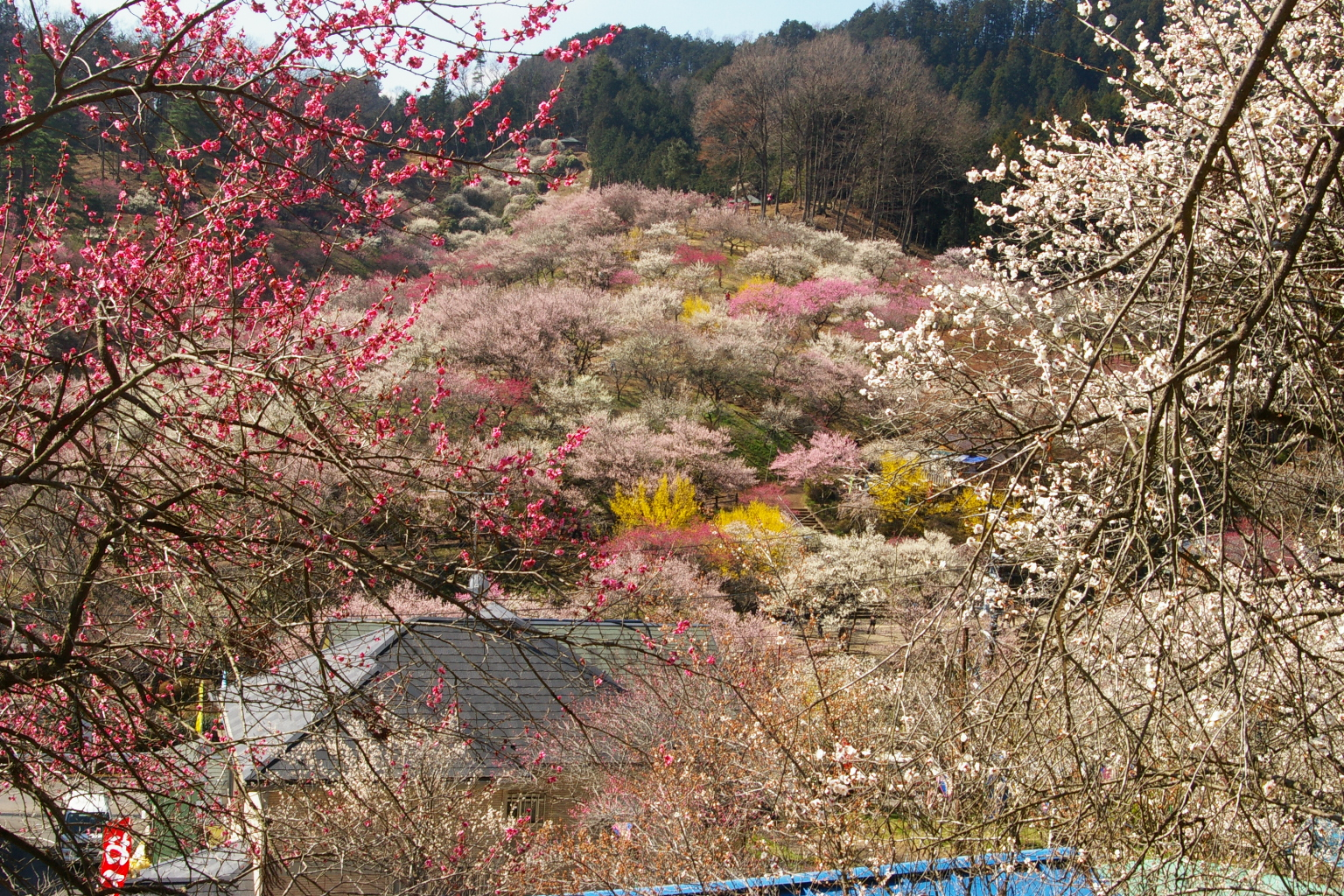
青梅市梅の公園 (2008年3月)

- 吉野梅郷：ウメ輪紋ウイルス防除対策により、2014年に園内全ての梅が伐採された。
- 御岳渓谷（名水百選）
- 御岳山

### 史跡・旧跡
詳細は「青梅市の文化財」を参照。

#### 国指定
- 旧宮崎家住宅（重要文化財）

#### 東京都指定
- 勝沼城跡
- 三田氏墓
- 鈴法寺跡
- 旧稲葉家住宅（東京都指定有形民俗文化財）
- 旧吉野家住宅（東京都指定有形文化財）
- 青梅新町の大井戸

#### 青梅市指定
※特記なきは史跡
- 藤橋城跡
- 辛垣城跡
- 今井城跡
- 石灰焼遺跡（石灰石採取跡、佐藤塚）
- 鎧塚
- 御岳山一の鳥居
- 岩蔵住居跡
- 物見櫓（矢倉台）
- 成木石灰所久保遺跡
- 滝本の洪水防石
- 神代万年橋旧跡（旧跡）
- 森下陣屋跡（旧跡）

#### その他
- 物見塚
- 東京炭鉱（東京唯一の炭鉱跡）

### 観光スポット
- 青梅鉄道公園
- 小泉八雲の文学作品『怪談』中の雪女ゆかりの地碑
- 奥多摩フィッシングセンター（御岳）

#### 温泉
- 岩蔵温泉郷（青梅市指定史跡）
- 河辺温泉
- 鮎美の湯
- 青梅石神温泉

### 青梅駅周辺の「昭和レトロ」と「猫の街」
青梅駅南側の市街地には、串間努の収集品などを展示する昭和レトロ商品博物館と別館の昭和幻燈館、隣接する青梅赤塚不二夫会館がある。周辺商店街も1994年以降、往年の名作映画の看板を掲げ、昭和のムードを演出していた。しかし、2018年2月に看板絵師が死去して新作が制作できなくなったほか、老朽化による事故が懸念されたため、同年秋に撤去（青梅駅構内にある映画看板は2019年5月時点も展示されている）。猫を生かした町おこしに転じている。

### 祭・イベント
市内の月間イベントの詳細はこちら 。
- だるま市（1月）
- 青梅マラソン大会（2月）
- 吉野梅郷梅まつり（2月〜3月）
- 観梅市民まつり（3月中旬）
- 塩船観音つつじまつり（4月〜5月）
- 調布大祭（4月）
- 武蔵御嶽神社奉納剣道大会（4月）
- 青梅大祭（5月）
- 武蔵御嶽神社日の出祭（5月）
- 釜の淵新緑祭（5月）
- 吹上花しょうぶまつり（6月）
- 青梅市納涼花火大会（8月）
- レンゲショウマまつり（8月）
- 青梅ふれあいまつり（青梅線河辺駅周辺～青梅総合体育館など）（8月。2008-2015年にかけて開催された[69]）
- OME OKTOBERFEST ～青梅オクトーバーフェスト ～ （10月。平成28年6月にドイツのホストタウンとして登録されたのをきっかけに、食などの文化を紹介するイベント[70]）
- 青梅産業観光まつり（11月）
- 青梅宿アートフェスティバル（11月）
- 奥多摩渓谷駅伝競走大会（12月）

## 社寺
市内の社寺の詳細は外部リンク 青梅市の寺社（東京都寺社案内HP）を参照。

### 神社
- 成木熊野神社（東京都史跡）
- 住吉神社（青梅市史跡）
- 鹿島玉川神社（同上）
- 武蔵御嶽神社（同上）
- 友田御嶽神社（同上）
- 虎柏神社（同上）
- 青渭神社
- 愛宕神社
- 石神社
- 和田乃神社

### 仏教寺院
- 曹洞宗 梅華林高峯山天寧寺：七堂伽藍を有する禅宗寺院で、東京都史跡に指定。銅鐘は国の重要美術品。
- 真言宗 安楽寺：東京都史跡に指定。
- 真言宗豊山派 青梅山無量寿院 金剛寺：青梅という地名の由来とされる平将門の伝説「将門誓いの梅」で知られる寺院。青梅市史跡に指定。将門誓いの梅
- 時宗当麻派 乗願寺：青梅市史跡に指定。

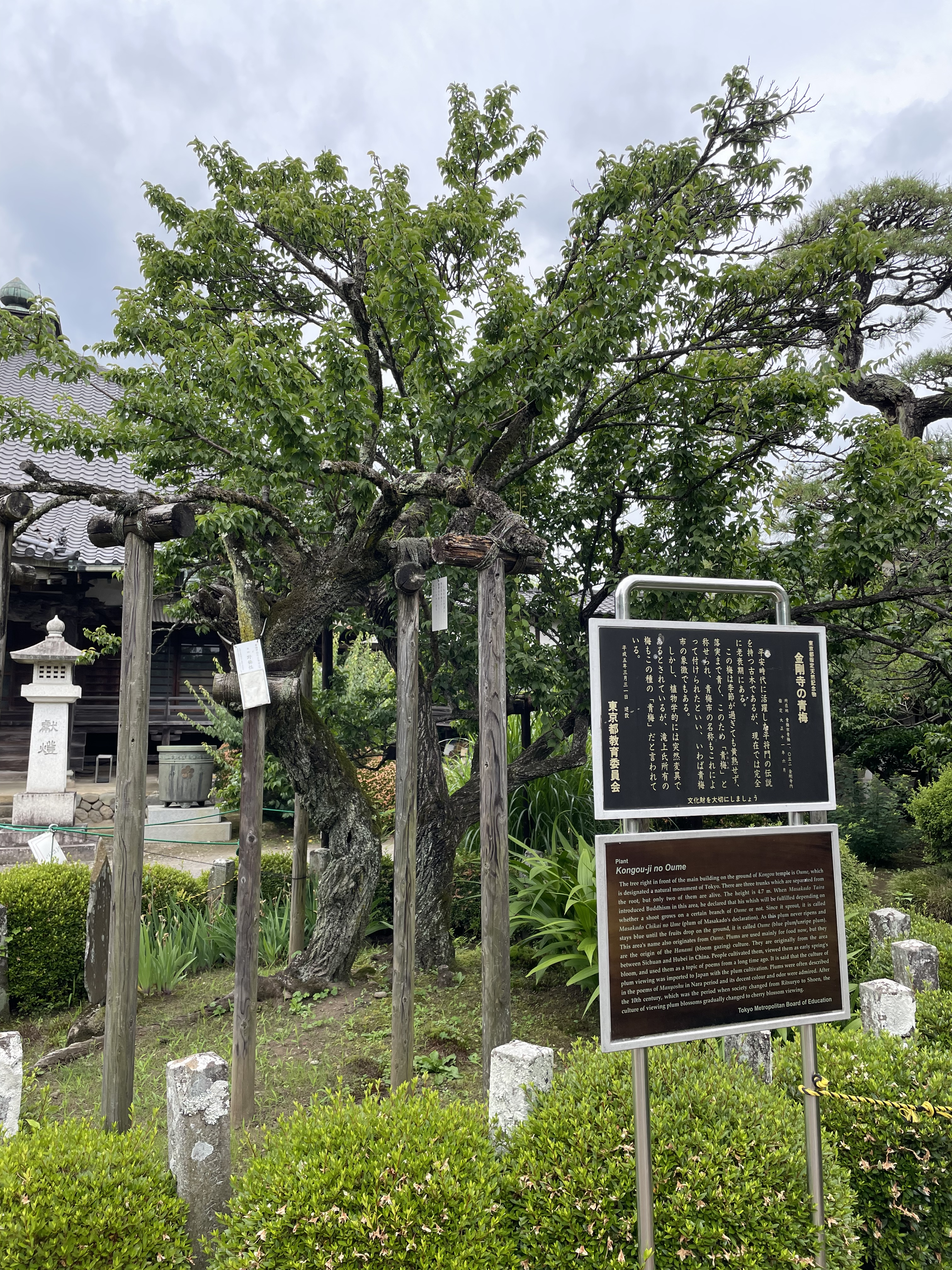
将門誓いの梅

- 臨済宗建長寺派 金剛山玉泉寺：青梅市史跡に指定。
- 真言宗醍醐派塩船観音寺：ツツジの名所。青梅市史跡に指定。
- 天台宗東京教区 藤橋山正覚院 報恩寺：青梅市史跡に指定。
- 真言宗豊山派 薬王寺：青梅市史跡に指定。
- 真言宗豊山派 愛宕山即清寺：青梅市史跡に指定。
- 曹洞宗 瑞龍山海禅寺：青梅市史跡に指定。
- 時宗当麻派 正福寺：今井氏の墓は青梅市史跡に指定。
- 臨済宗建長寺派 仙桃山宗建寺：根岸典則墓は東京都旧跡に指定。
- 臨済宗建長寺派 常保寺：中原章墓は青梅市史跡に指定。猫地蔵もある。

## 舞台となった作品

### 映画・テレビドラマ・特撮
青梅市、青梅市観光協会はテレビ、映画のロケーション撮影誘致に力を入れている。
- 素敵な選TAXI（青梅市役所）
- 東京女子図鑑（青梅市役所）
- コードネーム・ミラージュ（青梅市役所）
- 花咲舞が黙ってない（青梅市役所）
- ハクション大魔王（青梅市建設部資材置き場）
- 青空エール（住吉神社）
- ちはやふる（住吉神社）
- 富士ファミリー（ホットマン 旧会長宅）
- シン・ゴジラ（明星大学 青梅キャンパス）
- ウルトラマンオーブ（明星大学 青梅キャンパス）
- 陽はまた昇る（御岳山）
- 駐在刑事（御岳小橋）
- 淵に立つ（吉野梅郷）

### アニメ・漫画・小説
- 境界線上のホライゾン（電撃文庫）

作中に登場する準バハムート級の航空都市艦群「武蔵」を構成する左舷三番艦として登場。品川（品川区）、武蔵野（武蔵野市）などと共に描かれている。
- いわかける! -Climbing Girls-（Cygames）

第3話で御嶽駅と忍者返しの岩が登場。
- ステラのまほう（芳文社）

第6話で青梅駅付近を散歩するシーンがある。
- ヤマノススメ（アース・スター エンターテイメント）

単行本21巻で本作舞台の隣接する埼玉県飯能市のライバル市として登場。市域南部の長渕丘陵が作品に登場する。

## ご当地キャラクター
※出典は 東京都 青梅市の『ゆるキャラ図鑑』一覧 を参照。
- ゆめうめちゃん：青梅市の公式キャラクター。青梅市親善大使の篠原ともえによるデザイン。2017年6月にキャラの愛称が決定[71]。
- おーちゃん：青梅市の福祉キャラクター。
- おうめくん：青梅マラソンの公式マスコットキャラクター。
- おうめちゃん：青梅市 吉野梅郷商店会のゆるキャラ。
- 青梅ウメ丸：青梅市商店会連合会のマスコットキャラクター。
- 自然超人オウメンジャー：青梅市を代表するご当地ヒーロー。明星大学造形芸術学部の学生によるデザイン。
- おうめいすいくん：「選挙のめいすいくん」[72]のメンバーで、青梅市選挙啓発のゆるキャラ[73]。

## 特産品
- 梅を使った各種製品
- 和菓子（「青梅せんべい」「へそまんじゅう」他）
- 日本酒「澤乃井」
- おうめワイン「ボッパルトの雫」
- ヤマメ（渓流魚）
- ワサビの加工品
- コンニャク
- トウキョウX、肉うどん

など。

## スポーツ
- 青梅FC：サッカー東京都1部リーグ。かつてはサッカー関東社会人リーグで2位になり全国地域リーグ決勝大会出場あり。明星大学青梅キャンパスのグランドで公式戦を行い、市内・東原公園球技場で練習を行っている。
- 東芝青梅ラグビー部：かつてトップイーストリーグに所属したラグビーチーム。2012年に休部した。
- 若草FC：東京都ジュニアサッカー大会ハトマークフェアプレーカップ、全日本サッカー大会に出場。

上記のスポーツチームが活動しているほか、新型コロナ禍で2021年に延期して開催された東京オリンピックではドイツのホストタウンとなった（カヌー選手団の事前キャンプは中止）。

## 著名な出身者

### 政治・経済
- 石川要三 - 元防衛庁長官（自民党所属）
- 津雲国利 - 元衆議院議員（政友会・自由党・自民党所属）
- 西川京子 - 元衆議院議員（自民党所属）、九州国際大学学長
- 平岡久左衛門 - 平岡商店社長、青梅銀行頭取、青梅町長

### 文化
- 入船亭扇橋 - 落語家
- 三遊亭歌司 - 落語家
- 上念司 - 経済評論家
- 根岸凉宇 - 俳人
- 花井幸子 - ファッションデザイナー
- 谷津矢車 - 小説家
- 山崎燿 - 「ヘビーローテーション」作曲家

### 芸能
- 大滝裕一 - お笑い芸人。18KINメンバー
- 木村慧人 - FANTASTICS from EXILE TRIBE
- 桑谷夏子 - 声優
- 兒玉怜 - ミュージシャン
- 篠原ともえ - タレント、女優（青梅市親善大使）
- 志村玲於 - SUPER★DRAGON
- 須永千重 - 女優
- 保村真 - 声優
- Meg Okura - ヴァイオリニスト
- Ray - THE SIXTH LIE

### スポーツ
- 荒木友輔 - 日本サッカー協会プロフェッショナルレフェリー
- 上田康太 - プロサッカー選手（ファジアーノ岡山FC所属。北京オリンピックサッカー日本代表予備登録メンバー）
- 岡田征陽 - 競輪選手
- 川島利治 - 保健体育教諭かつスポーツ指導者
- 柴田慎吾 - 元プロサッカー選手
- ストロング小林 - プロレスラー （ストロング金剛 - タレント）
- 関浩二 - 元プロサッカー選手（コンサドーレ札幌ユースU-15コーチ）
- 竹下百合子 - カヌー選手
- 田中秀人 - プロサッカー選手（鹿児島ユナイテッドFC所属）
- 千明聖典 - プロサッカー選手（SC相模原所属）
- 長谷見昌弘 - レーシングドライバー、元F1ドライバー。
- 原菜摘子 - 女子サッカー選手（日テレ・ベレーザ所属）
- HARASHIMA - プロレスラー（DDTプロレスリング）
- 南要輔 - 元プロ野球選手 (東北楽天ゴールデンイーグルス)
- 若杉遥 - ゴールボール選手、2012年ロンドンパラリンピック金メダル
- 澤柳亮太郎 - プロ野球選手（福岡ソフトバンクホークス）
- 千代青梅 - 相撲力士（九重部屋所属）

### マスコミ
- 糸井文菜 - 東日本放送アナウンサー
- 狩野恵里 - テレビ東京アナウンサー
- 比留間亮司 - NHKアナウンサー
- 町田朱理 - 気象予報士、防災士（オフィス気象キャスター所属）
- 用稲千春 - 元フリーアナウンサー

### ゆかりのある人物
出身ではないが、太平洋戦争中に吉川英治や川合玉堂、朝倉文夫らが疎開している。吉川英治と川合玉堂は終戦後も長期間滞在し、後に青梅市の名誉市民になっている。
- 根岸太助 - 呉服太物商、升屋、青梅町長

## ナンバープレート
八王子ナンバー（東京運輸支局）を割り当てられている。他に該当するのは八王子市、あきる野市、日野市、福生市、羽村市、西多摩郡。